# Commerzbank
Die Commerzbank Aktiengesellschaft ist ein als Universalbank tätiges deutsches Kreditinstitut mit Sitz in Frankfurt am Main. Sie wurde im Jahr 1870 als Commerz- und Disconto-Bank in Hamburg gegründet. Sie ist Mitglied der Cash Group. Mit einer Beteiligung von rund 28 Prozent ist die italienische Unicredit ihr größter Einzelaktionär.

## Geschichte

### Gründungsjahre und der Aufstieg zur Großbank (1870–1923)

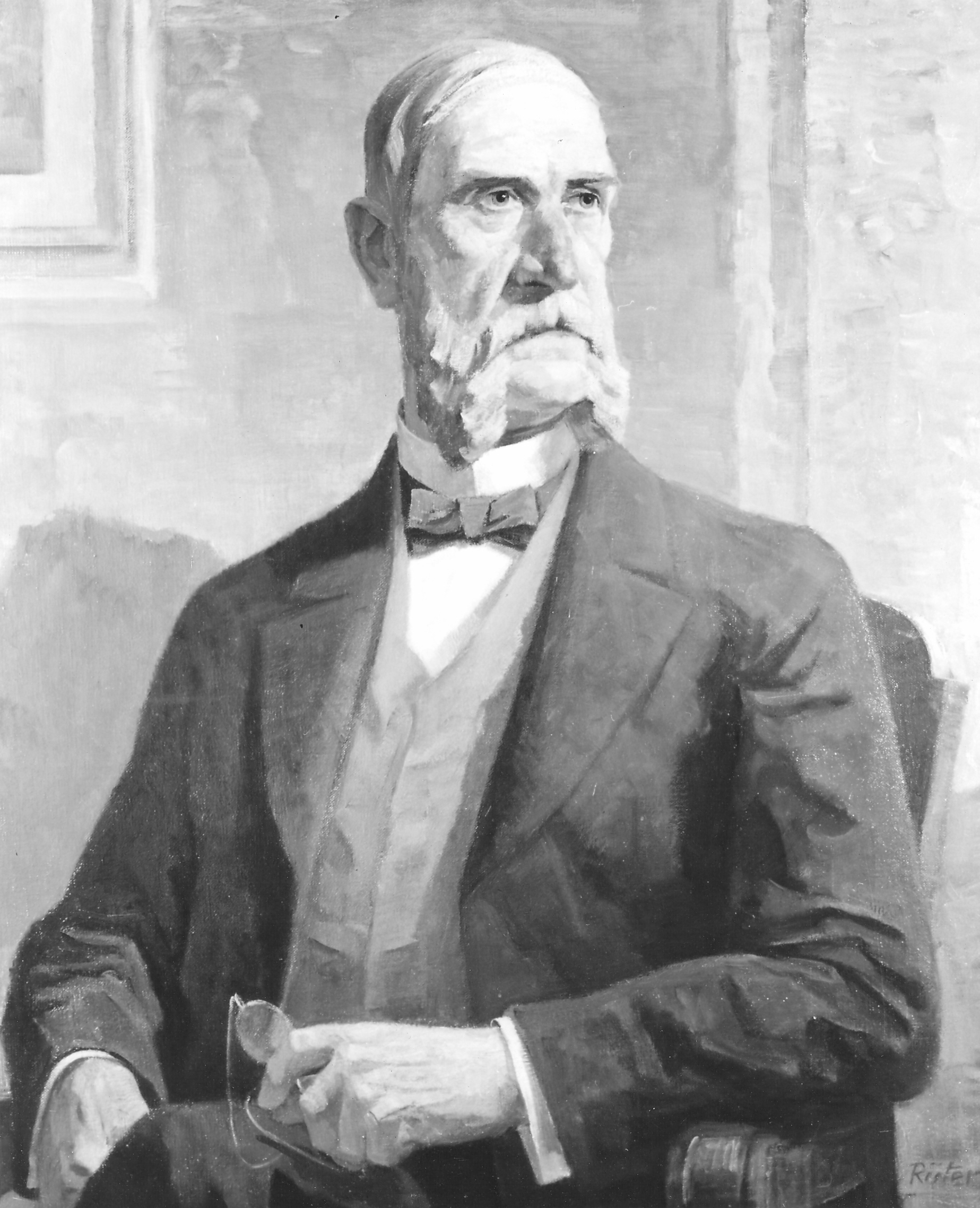
Theodor Wille 1890

Am 26. Februar 1870 gründeten hanseatische Kaufleute, Merchantbanker und Privatbankiers die Commerz- und Disconto-Bank in Hamburg.

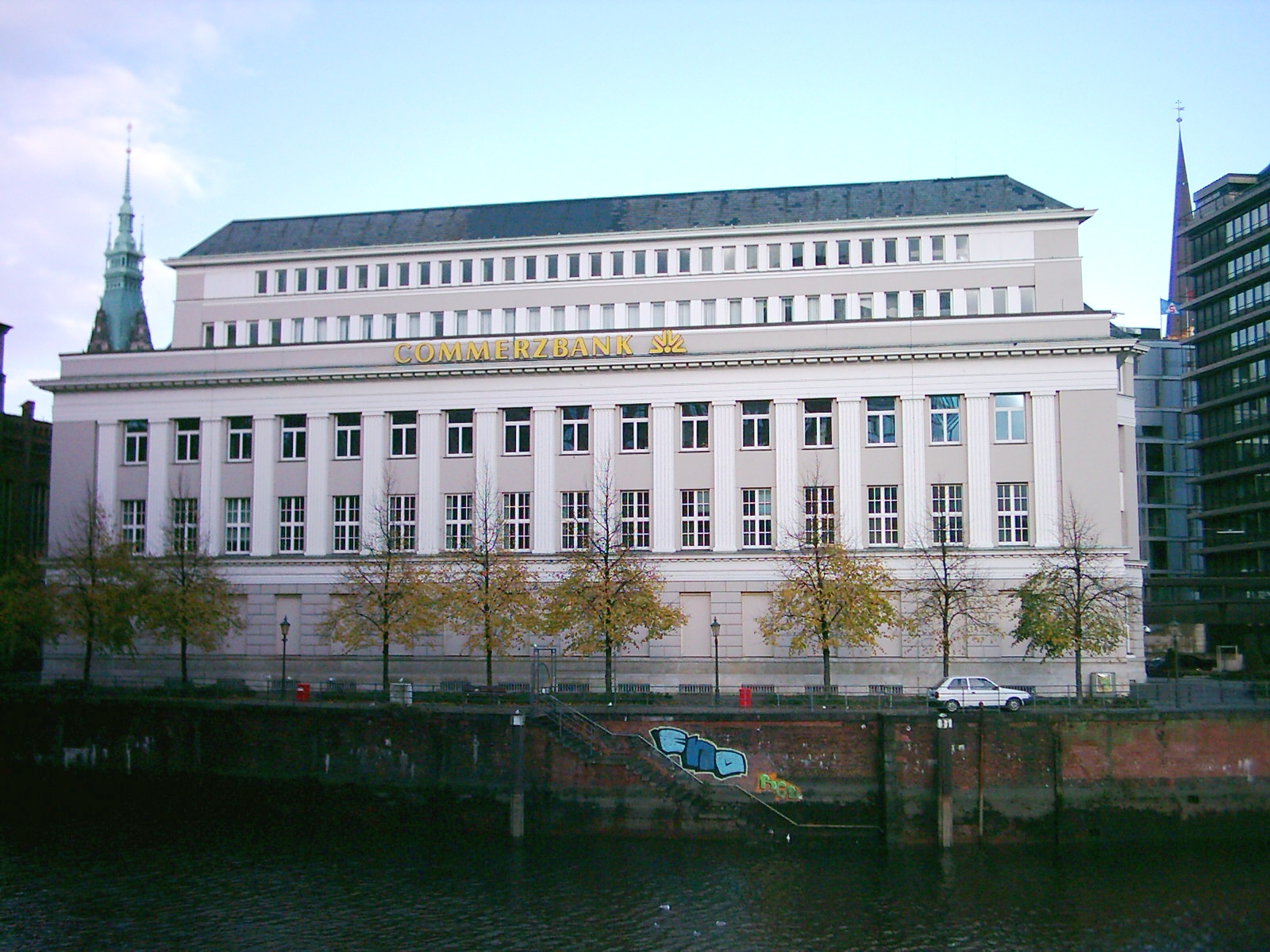
Ehemaliges Bankgebäude am Neß in Hamburg

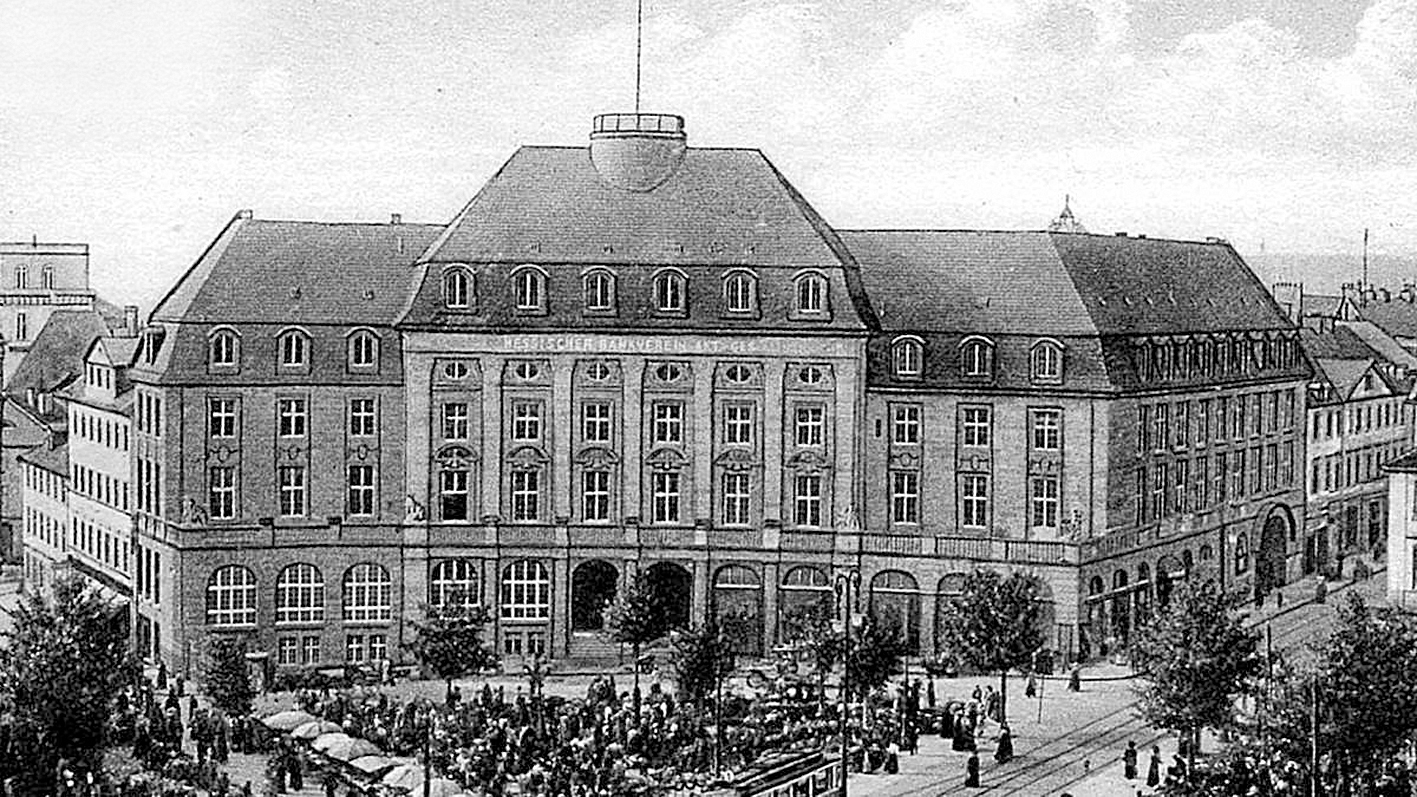
Bankhaus des 1922 übernommenen Hessischen Bankvereins.

Im Gründungskonsortium waren vertreten:
- Theodor Wille (Theodor Wille, Hamburg)
- Carl Woermann (C. Woermann, Hamburg)
- Albrecht Percy O’Swald (Wm. O’Swald & Co. Hamburg)
- Carl Georg Heise (Carl Geo. Heise, Hamburg)
- Conrad Hinrich Donner (Conrad Hinrich Donner, Altona)
- Georg Hinrich Hesse (Hesse, Newman & Co., Altona)
- Jacques Emile Louis Alexandre Nölting (Emile Nölting & Co. Hamburg)
- Ludwig Erdwin Amsinck (L.E. Amsinck & Co. New York)
- Siegmund Warburg (M. M. Warburg & Co., Hamburg)
- Leopold Lieben (Bankhaus Lieben Königswarter, Hamburg)
- Adolph B.H. Goldschmidt (Bankhaus B.H. Goldschmidt, Frankfurt am Main)
- Alexander Mendelssohn (Bankhaus Mendelssohn & Co., Berlin)

Ziel war es, dem Hamburger Handel neue Finanzmittel zuzuführen und Handelsgeschäfte, vor allem internationale Geschäfte, zu erleichtern. 1873 gründete man zum gleichen Zweck die Tochtergesellschaft London and Hanseatic Bank in London. Sie war bis zum Ersten Weltkrieg tätig. In Deutschland war die Commerz- und Disconto-Bank zunächst nur in Hamburg vertreten. 1874 bezog sie das von Martin Haller entworfene Bankgebäude am Neß, das bis zu seinem Verkauf 2016 von der Commerzbank genutzt wurde.
Deutschland entwickelte sich im ausgehenden 19. Jahrhundert zu einer leistungsfähigen Industrienation. Vor diesem Hintergrund ist die Ausdehnung der geschäftlichen Aktivitäten der Commerz- und Disconto-Bank zu sehen. Neben der Handelsfinanzierung und dem Kreditgeschäft mit dem Mittelstand knüpfte sie Anfang des 20. Jahrhunderts enge Beziehungen mit den Schlüsselindustrien der Zeit.
Der ehemalige Hauptsitz am Kasseler Königsplatz wird bis heute von der Commerzbank genutzt.
Mit der Übernahme des Frankfurter Bankhauses J. Dreyfus & Co. 1897 errichtete die Bank erste Filialen außerhalb Hamburgs in Berlin und Frankfurt am Main. Nach der 1905 erfolgten Übernahme der Berliner Bank verlagerte sich der geschäftliche Schwerpunkt nach Berlin, in die Hauptstadt des Deutschen Kaiserreichs. Bis 1923 kaufte die Bank 46 Regionalinstitute und Privatbankhäuser und stieg so zu einer nationalen Großbank auf. Im Anschluss an die Fusion mit der Mitteldeutschen Privat-Bank aus Magdeburg 1920 änderte die Commerz- und Disconto-Bank ihren Namen in Commerz- und Privat-Bank Aktiengesellschaft. Sie verfügte nun deutschlandweit über 284 Filialen vor allem in Nord-, West- und Mitteldeutschland.

### Hyperinflation, Weltwirtschaftskrise und Drittes Reich (1924–1945)

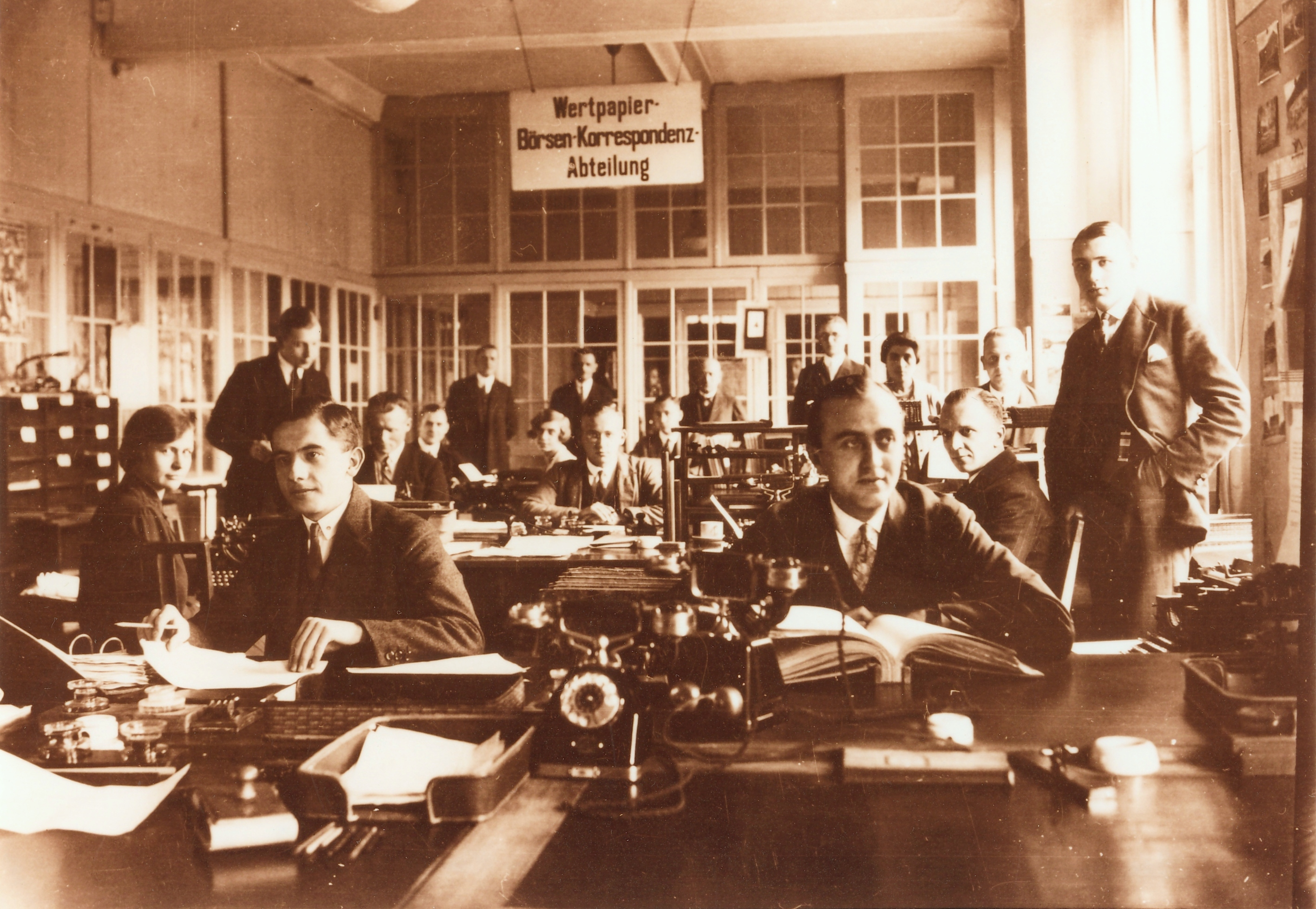
Mitarbeiter der Wertpapier-Abteilung in Berlin 1928

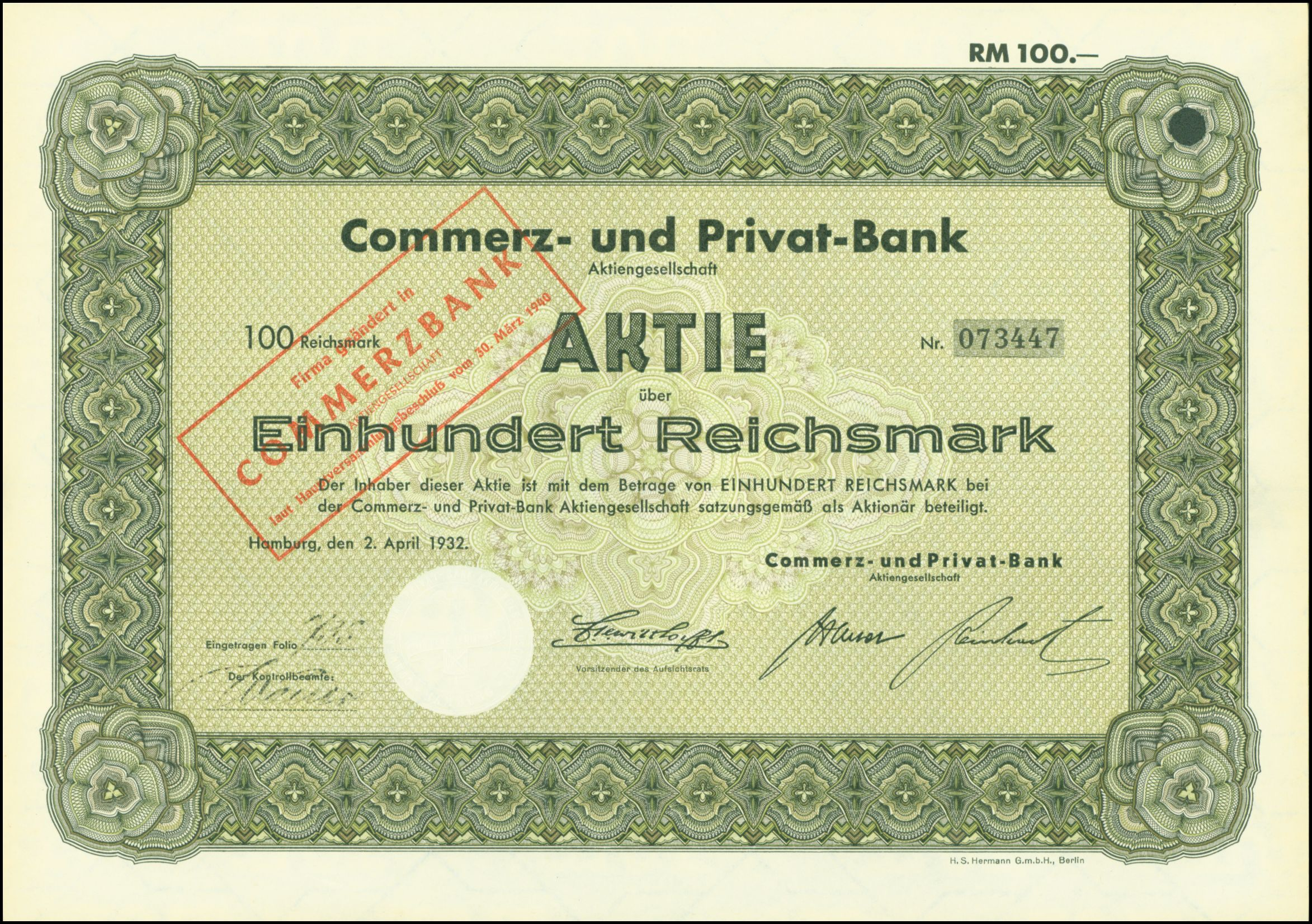
Aktie über 100 RM der Commerz- und Privat-Bank AG vom 2. April 1932; Stempelaufdruck von 1940 mit dem neuen Namen Commerzbank

Nach Überwindung der Hyperinflation mussten deutsche Kreditinstitute zum 1. Januar 1924 eine Goldmark-Eröffnungsbilanz vorlegen. Die Commerz- und Privat-Bank bewertete ihr bisheriges Kapital von 700 Millionen Mark im Zuge dessen mit 42 Millionen Goldmark. Die wirtschaftliche Lage erholte sich in den Folgejahren scheinbar von den Folgen der Inflationswelle. 1927 richtete die Commerz- und Privat-Bank eine Auslandsvertretung in New York ein. Die Commerz- und Privat-Bank blieb auf Expansionskurs. 1929 kam es zur Fusion zweier Großbanken: Die Commerz- und Privat-Bank und die Mitteldeutsche Creditbank aus Frankfurt am Main schlossen sich zusammen. Durch den Zusammenschluss erweiterte die Commerz- und Privat-Bank ihr Filialnetz vor allem um neue Standorte in Hessen und Thüringen.
1931, in der Währungs- und Bankenkrise („twin crisis“), gerieten mehrere Banken, darunter die Commerz- und Privat-Bank, in eine schwierige Situation (Deutsche Bankenkrise). Um die Banken zu retten, beschloss die Reichsregierung unter Reichskanzler Heinrich Brüning im Februar 1932 unter anderem die Fusion der Commerz- und Privat-Bank mit dem Barmer Bankverein, der ein dichtes Filialnetz in Nord- und Westdeutschland besaß. Eine gleichzeitig vorgenommene Kapitalerhöhung führte zu einer Teilverstaatlichung der neuen Bank. Das Reich und die staatliche Golddiskontbank waren mit 70 Prozent am Kreditinstitut beteiligt. 1937 wurden diese Aktien wieder an private Anteilseigner verkauft.
In der nationalsozialistischen Diktatur passte sich die Commerz- und Privat-Bank wie andere Banken und Unternehmen dem politischen Primat an. Die Geschäftspolitik des Instituts blieb von betriebswirtschaftlichen Motiven geleitet, dabei verzichtete die Bank auf eine übersteigerte Expansion. Aus Gegnerschaft zur Sparpolitik der Ära Brüning unterstützten der Aufsichtsratsvorsitzende Franz Heinrich Witthoefft und der Vorstandssprecher Friedrich Reinhart der Commerz- und Privat-Bank im November 1932 die sogenannte Industrielleneingabe, mit der Reichspräsident Paul von Hindenburg aufgefordert wurde, Adolf Hitler zum Reichskanzler zu ernennen. Nach der Machtergreifung 1933 wuchs der Druck auch auf die Banken, jüdische Mitbürger aus ihren Positionen zu verdrängen. Jüdische Mitglieder des Aufsichtsrats und Vorstandes mussten ihre Ämter niederlegen. Von 1938 an arbeiteten in der Commerz- und Privat-Bank keine jüdischen Mitarbeiter mehr.
Die Commerz- und Privat-Bank beteiligte sich ferner an dem von den Nationalsozialisten betriebenen Prozess der Arisierung. Wie andere Bankinstitute vermittelte sie „jüdische“ Unternehmen an Kunden oder andere Interessenten, die diese übernehmen wollten. Ziel der Bank war es, die Geschäftsbeziehungen zu den betreffenden Unternehmen zu erhalten. Genauere Zahlen liegen zwar nicht vor, aber nach neueren Forschungen könnte es sich in Anbetracht ihrer rund 360 Geschäftsstellen und der zahlreichen mittelständischen Kundschaft um rund 1.000 „Arisierungs“-Vermittlungen handeln.
Die „11. Verordnung zum Reichsbürgergesetz“ legte fest, dass das Deutsche Reich automatisch Eigentümer der Vermögensgegenstände ausgewanderter, deportierter und verstorbener Juden wurde. Alle Banken waren daher ab 25. November 1941 verpflichtet, deren Vermögen an das Deutsche Reich zu melden.
1940 änderte die Bank ihren Namen. Aus Commerz- und Privat-Bank wurde Commerzbank Aktiengesellschaft. 1939 bis 1944 eröffnete die Commerzbank mehrere neue Filialen und Tochterinstitute in vom Deutschen Reich besetzten Ländern, darunter in der Tschechoslowakei, in Polen, Belgien, Estland und Lettland. In den Niederlanden übernahm sie das „jüdische“ Bankhaus Hugo Kaufmann & Co’s Bank. Zu Grunde lagen hier weniger ideologische Überlegungen als vielmehr wirtschaftliche Interessen. Ohne die Expansion ins Ausland drohte die Bank hinter ihren Wettbewerbern zurückzubleiben. Kurz vor Kriegsende verlegte die Commerzbank aus Sicherheitsgründen ihre Hauptverwaltung von Berlin nach Hamburg.

### Aufspaltung, Neuanfang und beginnende Internationalisierung (1945–1969)

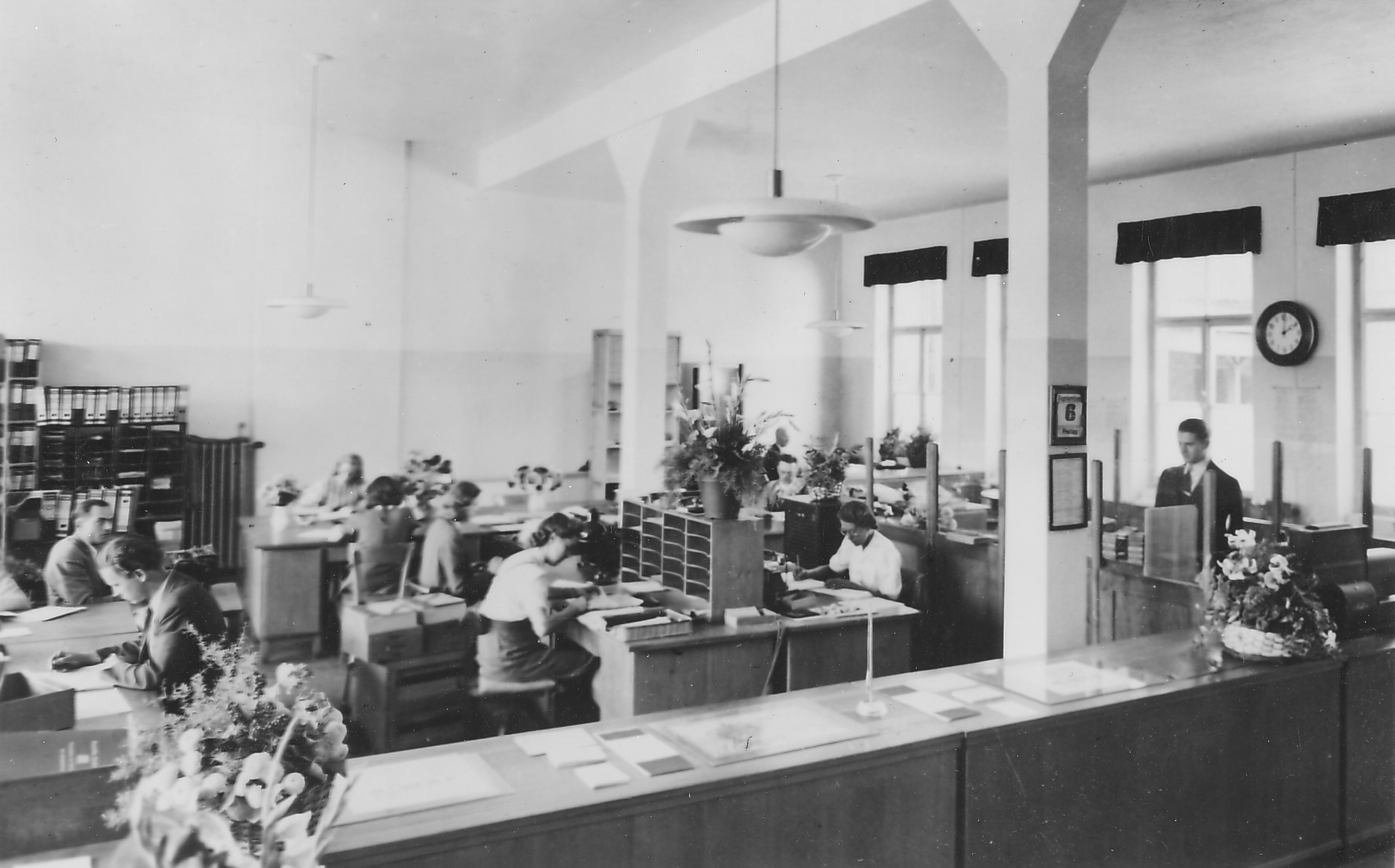
Commerzbank-Mitarbeiter in Lübeck 1946

Mit dem Ende des Zweiten Weltkrieges 1945 und der Teilung Deutschlands in vier Besatzungszonen verlor das Kreditinstitut seine Filialen und Zweigstellen in der sowjetischen Besatzungszone und Ost-Berlin. Die dortigen Niederlassungen – knapp 45 Prozent – wurden geschlossen und entschädigungslos enteignet. In den westlichen Besatzungszonen wurden die Großbanken zerschlagen und ihre Geschäftstätigkeiten auf eine Besatzungszone beschränkt. Auf Anordnung der amerikanischen Militärregierung wurde die Commerzbank 1947 in neun regionale Nachfolgeinstitute aufgespalten.
- Amerikanische Besatzungszone:
  - Mitteldeutsche Creditbank in Frankfurt
  - Bankverein für Württemberg-Baden in Stuttgart
  - Bayerische Disconto-Bank in Nürnberg
  - Bremer Handelsbank in Bremen
- Französische Besatzungszone:
  - Mittelrheinische Bank in Mainz
- Britische Besatzungszone:
  - Bankverein Westdeutschland in Düsseldorf
  - Hansa-Bank in Hamburg
  - Merkur-Bank in Hannover
  - Holsten-Bank in Kiel

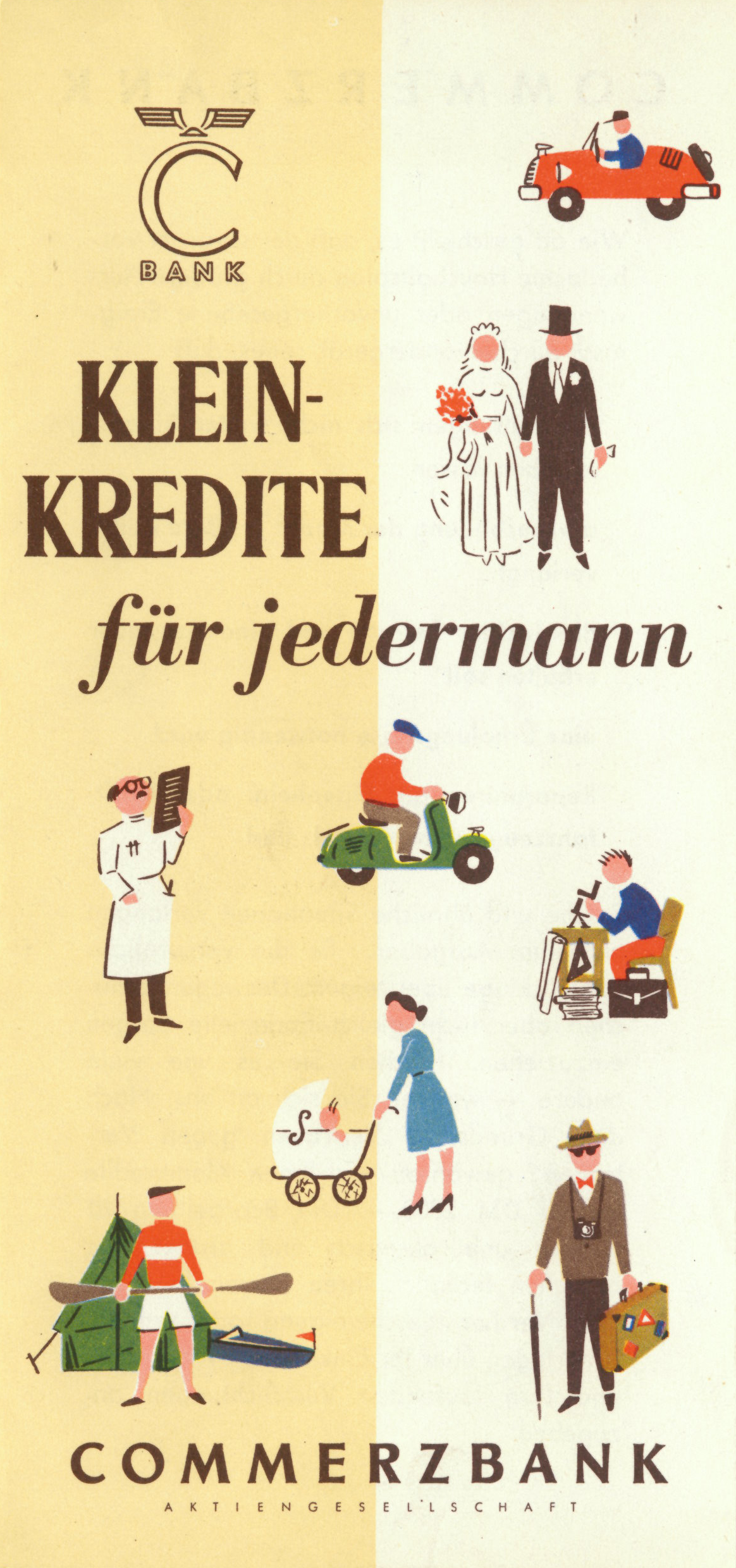
Werbeplakat des „Kleinkredits für jedermann“, 1959

Dennoch war eine normale Geschäftstätigkeit für Banken praktisch unmöglich, da in den Nachkriegsjahren das Vertrauen in die Reichsmark immer weiter schwand. Die Währungsreform am 21. Juni 1948 und die Einführung der D-Mark war auch für die Commerzbank ein Neuanfang. 1949 erlaubten die alliierten Mächte sowie der Berliner Magistrat wieder die Banktätigkeit in West-Berlin. In der Folge nahm die Bankgesellschaft Berlin AG, als zehnte Regionalgruppe der früheren Commerzbank, ihre Geschäftstätigkeit auf. 1952 machte es das Gesetz über den Niederlassungsbereich von Kreditinstituten möglich, dass sich die neun westdeutschen Regionalgruppen zu drei Nachfolgeinstituten zusammenschlossen: der Commerz- und Disconto-Bank AG in Hamburg, dem Bankverein Westdeutschland AG in Düsseldorf sowie der Commerz- und Credit-Bank AG in Frankfurt. 1956 trat das „Gesetz zur Aufhebung der Beschränkung des Niederlassungsbereiches von Kreditinstituten“ in Kraft und ermöglichte den Zusammenschluss der drei Teilinstitute zur Commerzbank Aktiengesellschaft. Dieser wurde im Oktober 1958 mit Wirkung vom 1. Juli 1958 vollzogen, indem der Düsseldorfer Commerzbank-Bankverein die beiden Schwesterinstitute übernahm. Das neu gegründete Kreditinstitut wird am 4. November 1958 unter dem alten Namen Commerzbank AG im Handelsregister Düsseldorf eingetragen. Die Bank hatte zu dieser Zeit rund 7.700 Mitarbeiter und 185 Filialen in Westdeutschland. Die Berliner Commerzbank AG wurde erst 1992, nach der deutschen Vereinigung, wieder auf die Muttergesellschaft verschmolzen.
Seit ihrer Gründung war die Commerzbank schwerpunktmäßig im Geschäftskundengeschäft aktiv; seit etwa 1900 kam auch das Geschäft mit privaten Kunden hinzu. In der Wirtschaftswunderzeit und dem aufkommenden Wohlstand des „neuen Mittelstands“ bekam das Privatkundengeschäft in den 1950er-Jahren eine noch weitaus größere Bedeutung. Ab 1958 durften Banken Filialen ohne amtliche Bedürfnisprüfung gründen, was die Commerzbank sofort nutzte. 1962 hatte sie mit 372 Filialen ihren Vorkriegsstand übertroffen. Gemeinsam mit Deutscher Bank und Dresdner Bank brachte die Commerzbank 1959 den „Kleinkredit für Jedermann“ auf den Markt. Zudem stieg die Commerzbank 1968 in die Baufinanzierung für private Kunden ein. 1969 verzeichnete die Commerzbank erstmals mehr als 1 Million Privatkunden.
Die 1950er- und 1960er-Jahre standen außerdem im Zeichen der beginnenden Internationalisierung des Finanzsektors. Die Commerzbank war dabei besonders aktiv. 1952 eröffnete sie in Rio de Janeiro ihre erste Auslandsrepräsentanz nach dem Zweiten Weltkrieg. Es folgten Repräsentanzen unter anderem in Madrid (1953), Amsterdam (1955), Beirut (1957), Johannesburg (1958) und Tokyo (1961). 1962 wird die Commerzbank-Aktie als erste Aktie eines deutschen Finanzinstituts an der Londoner Börse eingeführt. 1967 gehört die Commerzbank zudem zu den Gründungsmitgliedern der Commercial Bank Ltd. in London und eröffnet eine Repräsentanz in New York. Wenig später, im September 1971, wurde die Repräsentanz in eine Filiale umgewandelt und war die erste Filiale eines deutschen Kreditinstituts in den USA überhaupt. Bis 1969 verfügt die Commerzbank über neun Auslandsrepräsentanzen und vier Auslandsbeteiligungen. Im selben Jahr entsteht außerdem die Luxemburg Commerzbank International S.A. (CISAL), die für viele Jahre die größte Tochtergesellschaft der Commerzbank war.

### Zunehmende Internationalisierung (1970–1989)

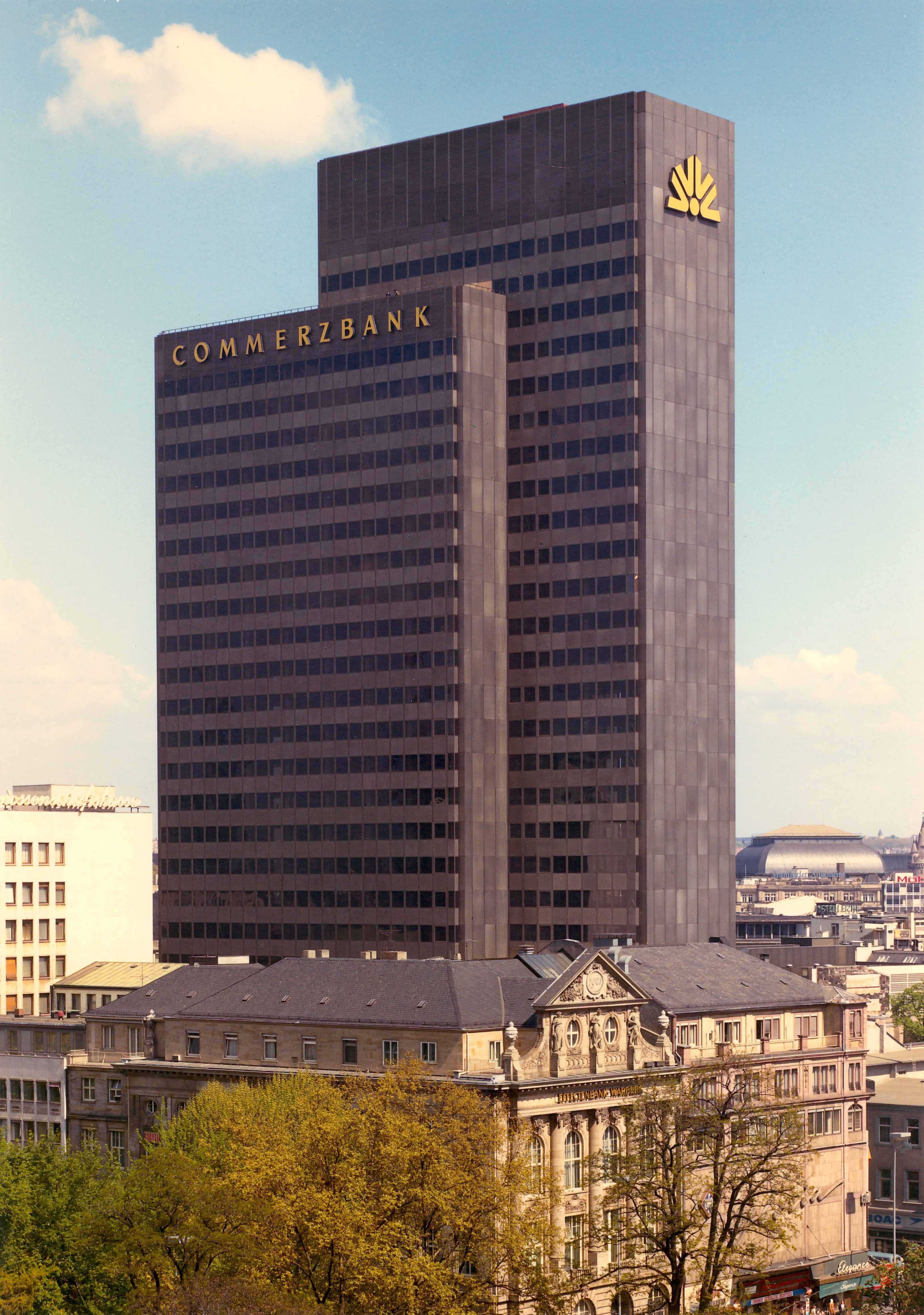
Ehemalige Commerzbank-Zentrale an der Neuen Mainzer Straße in Frankfurt, 1974

Die 1970er- und 1980er-Jahre standen im Zeichen internationaler Kooperationen und weltweiter Expansion. 1970 vereinbarten Commerzbank und Crédit Lyonnais eine Kooperation, die durch den Beitritt des Banco di Roma 1971 zur Europartner-Gruppe ausgeweitet wurde. 1973 trat der Banco Hispano Americano als viertes Mitglied der Europartners-Gruppe bei. Im Rahmen dieser europäischen Bankenkooperation führte die Commerzbank 1972 das „Quatre Vents“-Logo ein, das sie bis Mitte 2010 verwendete. Der Crédit Lyonnais nutzte dieses Logo nur bis zum Jahr 2004. Die Europartners-Gruppe selbst ging 1992 einvernehmlich auseinander.
Als erstes deutsches Kreditinstitut gründete die Commerzbank 1971 zudem eine operative Niederlassung in New York. Es folgten Filialen in London (1973), Chicago (1974), Paris (1976), Brüssel und Tokio (1977), Antwerpen (1978), Hongkong (1979), Madrid (1980), Barcelona (1981) und Los Angeles (1985). Außerdem nahmen Repräsentanzen in Singapur (1970), Kopenhagen und Teheran (1974), Kairo (1975), Moskau (1976), Jakarta (1977), Toronto (1979) und Peking (1982) ihren Betrieb auf. Zudem war die Commerzbank an einer Vielzahl von Neugründungen und Kapitalbeteiligungen im Ausland beteiligt. Sie gründete Tochtergesellschaften in Südostasien, den Niederlanden, der Schweiz und den USA, um eine internationale Geschäftstätigkeit sicherzustellen und weltweite Kooperationen zu ermöglichen. Außerdem wurde die Commerzbank international an immer mehr europäischen Börsen gehandelt: Paris (1971), Brüssel und Zürich (1973), Luxemburg und Amsterdam (1974) und schließlich Tokio (1986).
Neu für den Kunden war in den 1970er-Jahren die Einführung des Eurocheques, die die Commerzbank mit mehreren europäischen Kreditinstituten voranbrachte. Kunden konnten nun per Scheckkarte in 30 europäischen Ländern Bargeld abheben. Die Eurocheque-Karte mit Magnetstreifen für den Gebrauch an Geldautomaten kam 1981 auf den Markt. 1982 stellt die Commerzbank im Zuge dessen ihren ersten Eurocheque-Geldautomaten in Frankfurt auf. Bis 1989 betreute die Commerzbank über drei Millionen Kunden, für die mehr als sechs Millionen Konten geführt wurden. 1974 bezog die Commerzbank die neue Zentrale in Frankfurt am Main, das von Richard Heil konzipierte „Zwei-Scheiben-Haus“.

### Aufbau Ost, weitere Internationalisierung und Einstieg ins Onlinebanking (1990–1997)
Frankfurt entwickelte sich in den 1950er-Jahren mehr und mehr zum wichtigsten Finanzplatz Deutschlands. Nachdem die Commerzbank immer mehr zentrale Abteilungen in die Mainmetropole verlagert hatte, verlegte sie 1990 schließlich auch den juristischen Sitz von Düsseldorf nach Frankfurt.
1990 ermöglichte die deutsche Wiedervereinigung den westdeutschen Banken neue geschäftliche Möglichkeiten in den neuen Bundesländern. Während die Deutsche Bank und Dresdner Bank Beteiligungen an der früheren Staatsbank der DDR erwarben, entschied sich die Commerzbank frühzeitig dafür, ein eigenes Filialnetz aufzubauen. Im Januar 1990 richtete sie ein Verbindungsbüro in Ost-Berlin ein und am 30. Juni 1990 eröffnete der deutsche Bundesaußenminister Hans-Dietrich Genscher in Halle ihre erste Bankfiliale in der DDR. Ende 1990 verfügte die Commerzbank über 51 Filialen und mehr als 100.000 Kunden in den neuen Bundesländern. Den Aufbau des Geschäfts leitete Klaus-Peter-Müller, der am 1. November 1990 in den Vorstand berufen wurde. Die deutsche Wiedervereinigung führte 1992 auch zur Eingliederung der Berliner Commerzbank in die Muttergesellschaft.
Anfang der 1990er-Jahre gelang es der Commerzbank, ihren Ertrag signifikant zu steigern. Dennoch war der Aktienkurs vergleichsweise niedrig, was zu einer Kostensenkung in Verbindung mit einem Stellenabbau führte. Dies verbesserte abermals die Ertragssituation. Die Commerzbank stellte ihren Aktionären daraufhin eine höhere Dividende in Aussicht.
Die in den beiden vorhergegangenen Dekaden eingeleitete Internationalisierungsstrategie setzte die Commerzbank auch in den 1990er-Jahren fort. Den neuen Markt in Mittel- und Osteuropa erschloss sie sich durch Neugründungen und Zukäufe. 1992 eröffnete in Prag eine Filiale, 1993 nahm in Budapest eine Tochtergesellschaft den Betrieb auf. 1994 übernahm die Commerzbank zunächst 21 Prozent an der polnischen Staatsbank Rozwoju Eksportu S.A. (BRE-Bank), einer Geschäftskundenbank zur Unterstützung der polnischen Exportwirtschaft. Später erhöhte die Commerzbank ihren Anteil schrittweise auf rund 70 Prozent.
In diesen Jahren entstanden weltweit zahlreiche neue Filialen bzw. Tochtergesellschaften: in Singapur (1990), Gibraltar (1991), Tokio (1992), Dublin (1994), Hongkong (1994), Shanghai (1994), Johannesburg/Südafrika (1995), Mumbai (1995), Singapur (1995), Labuan/Malaysia (1996) und Belgien (1997). Zusätzlich eröffnete die Bank ein Büro in Brüssel (1992), dem Sitz der Europäischen Kommission. Dadurch sowie durch den Erwerb zahlreicher Beteiligungen an Banken, Immobilien- und Kapitalgesellschaften weltweit, konnte die Commerzbank ihre deutschen Geschäftskunden bei ihren Expansionsplänen weltweit besser unterstützen.

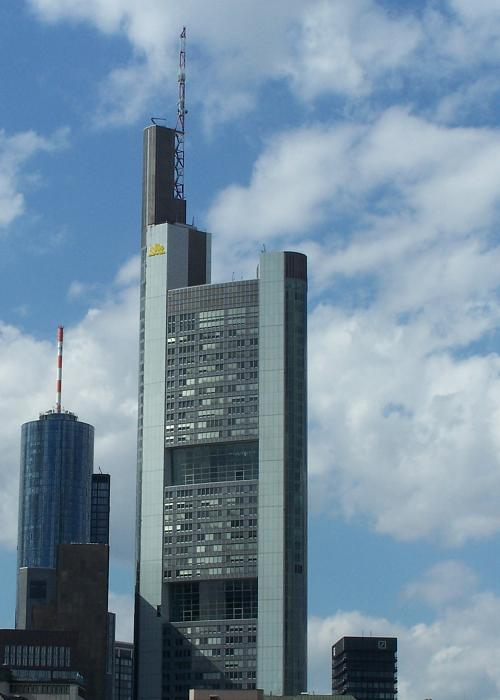
Commerzbank Tower in Frankfurt mit altem Logo

Das Institut verdiente in den 1990er-Jahren rund zwei Drittel seines Ergebnisses im Ausland. Vorstandschef Martin Kohlhaussen forderte dennoch mehr Leistung ein, vor allem vom Vertrieb der heimischen Filialen. Man wollte die Eigenkapitalrendite signifikant steigern, um im internationalen Vergleich besser bestehen zu können. Denn aufgrund ihrer international vergleichsweise niedrigen Bilanzsumme galt die Commerzbank in den 1990er-Jahren als Übernahmekandidat. Tatsächlich gelang es dem Institut, die Kundenzahlen spürbar zu steigern. Mit weniger Filialen erwirtschaftete das Institut mehr Gewinn. Gleichzeitig schaffte die Bank neue Angebote, etwa für den Bezug von Bargeld an Tankstellen und Online-Banking für Geschäftskunden. Die Auslagerung von Beschäftigten in ein Zeitarbeitsunternehmen wurde von der Öffentlichkeit hingegen kritisch aufgenommen. In diese Zeit fiel im deutschen Heimatmarkt auch die Gründung der Commerz Grundbesitz-Investmentgesellschaft in Wiesbaden (1992), die den offenen Immobilienfonds Haus-Invest verwaltet, der Erwerb einer Mehrheitsbeteiligung an der Hypothekenbank Essen AG (1994) sowie die Gründung der CommerzLeasing und Immobilien GmbH (1995).
Mit der Gründung der Comdirect Bank GmbH 1995 stieg die Commerzbank in den aufstrebenden Markt der Direktbanken ein. Die Comdirect begann als Direktbank und Discount-Broker, ging 2000 an die Börse und hatte bis zur Gesellschaftsauflösung zum 1. November 2020 eine Universalbanklizenz mit über 2,8 Millionen Kunden.
1997 führte die Commerzbank Onlinebanking ein. 1994 bis 1997 baute die Commerzbank den Commerzbank Tower in Frankfurt am Main, in dem wichtige Zentralabteilungen zusammengezogen wurden. 1998 eröffnete sie zudem eine Repräsentanz in der Hauptstadt Berlin am Pariser Platz in Berlin-Mitte. Das Grundstück in unmittelbarer Nähe zum Brandenburger Tor hatte sie schon 1995 erworben.

### Investmentbanking und Wachstum durch Übernahmen (1998–2007)
Nachdem die Commerzbank im Verlauf der 1990er-Jahre Beteiligungen an zahlreichen ausländischen Kreditinstituten und Versicherungen erworben hatte, kaufte sie 1998 rund 30 % der Korea Exchange Bank. Sie wollte dadurch stärker an der Entwicklung der aufstrebenden asiatischen Märkte teilhaben.
Bereits seit den ersten Jahren der Bundesrepublik war die Commerzbank im Kapitalmarktgeschäft tätig. Sie beteiligte sich an Emissionen und Börseneinführungen für deutsche und internationale Unternehmen sowie für die öffentliche Hand. In den 1990er-Jahren konzentrierten sich zunächst vor allem angelsächsische Banken auf ein globales Investmentbanking, mit immer ehrgeizigeren Gewinnzielen. Im Zuge des Booms der „New Economy“ um die Jahrtausendwende wollte auch die Commerzbank davon profitieren. Kursrückgänge an den Börsen und ein Abschwung der Realwirtschaft beendeten dieses Kapitel schnell. Ihre globalen Ambitionen machte die Commerzbank 2004 in Teilen wieder rückgängig. Sie gab den in der Öffentlichkeit umstrittenen Eigenhandel von Banken mit Kundengeldern vollständig auf und beschränkte sich darauf, Investment-Banking-Dienstleistungen für ihre überwiegend deutschen Geschäftskunden zu erbringen. Dies war mit der Streichung von 900 Stellen und einer Reduktion der Investment-Banking-Standorte auf Frankfurt, London und New York verbunden.

#### Übernahmegerüchte
Nach dem Scheitern des Zusammenschlusses zwischen Deutscher Bank und Dresdner Bank Anfang 2000 galt die Commerzbank als aussichtsreichster Kandidat für eine Übernahme der Dresdner Bank. Zu den diskutierten Möglichkeiten zählte auch die Gründung eines großen Finanzkonzerns unter Einbeziehung der Allianz. Letztendlich scheiterten die Pläne, da es nicht möglich war, die unterschiedlichen Interessen aller Beteiligten zusammenzuführen. Entscheidend war hier der Konflikt um die Bewertung von Commerzbank und Dresdner Bank im Zuge des Zusammenschlusses. Die Commerzbank bestand auf einer Fusion unter Gleichen. Dies akzeptierte das Dresdner-Bank-Management nicht. Beide Banken betonten im Anschluss ihre Eigenständigkeit.

#### Teilübernahme der Schmidtbank
2004 übernahm die Commerzbank Teile der finanziell angeschlagenen Schmidtbank aus Hof (Saale) mit 70 Filialen und rund 360.000 Kunden.

#### BRE Bank – Ausbau der Beteiligung
2003 übernahm die Commerzbank die Mehrheit an der polnischen BRE Bank. Gleichzeitig plante die Commerzbank auch in kleineren Märkten wie beispielsweise in Rumänien zu wachsen. Die Erträge aus Mittel- und Osteuropa sollten im Laufe von zwei Jahren um rund 50 % wachsen. Dies ließ sich aufgrund von Verlusten der BRE Bank aber nicht realisieren. Außerdem begann die Commerzbank Back-Office-Aktivitäten und IT-Dienstleistungen nach Polen und Tschechien zu verlagern.

#### Einstieg bei der Bank Forum
Im Herbst 2007 erwarb die Commerzbank 60 % plus eine Aktie an der Bank Forum, die zu den zehn größten Banken der Ukraine zählt. Die Commerzbank verkaufte die Bank 2012 wieder.

#### Gründung und Übernahme der Eurohypo
2001 entschieden sich die Deutsche Bank, Dresdner Bank und Commerzbank, ihre Hypothekenbanken Eurohypo, Deutsche Hypothekenbank und RHEINHYP unter dem Namen der Deutsche-Bank-Tochter Eurohypo zusammenzuführen. Die Eurohypo nahm in der zweiten Jahreshälfte 2002 ihren Geschäftsbetrieb auf. Nach dem Zusammenbruch der Dotcom-Blase und den folgenden Turbulenzen der Finanzmärkte musste die Commerzbank bereits 2003 hohe Abschreibungen auf ihren Anteil an der Tochtergesellschaft vornehmen. Zeitweise verzichteten die Großaktionäre auf ihre Dividende, um die Finanzierung der Eurohypo zu verbessern. Um die Unabhängigkeit des Unternehmens zu stärken, plante die Eurohypo ihren Börsengang.
Ungeachtet anfänglicher Schwierigkeiten entwickelte sich die Eurohypo zu einer wichtigen Komponente in der Ergebnisrechnung der Commerzbank. Das Kreditinstitut stoppte daher den für 2005 geplanten Börsengang und bereitete selbst die Übernahme der Eurohypo vor. Der Wiedereinstieg in die Staats- und Immobilienfinanzierung bedeutete eine entscheidende Veränderung in der Unternehmensstrategie, was Skepsis bei Analysten und Investoren hervorrief. Im November 2005 gab die Commerzbank schließlich die vollständige Übernahme der Eurohypo bekannt und erwarb die Anteile der Deutschen und der Dresdner Bank. Die Commerzbank rückte dadurch zur zweitgrößten deutschen Bank auf. Zur Finanzierung führte das Kreditinstitut eine Kapitalerhöhung durch. Die Eurohypo blieb auch nach der Übernahme weitgehend eigenständig. Das Geschäft mit Immobilien entwickelte sich zu einem wichtigen Standbein des Konzerns.

### Übernahme Dresdner Bank, Finanzkrise und Folgen (2008–2013)

#### Vorgeschichte und Übernahmeankündigung
Im Laufe des Jahres 2008 wurden die Rufe aus der Politik nach einem nationalen Bankenchampion immer lauter. Dabei war auch eine große Fusion von Commerzbank, Dresdner Bank und Postbank im Gespräch. Die Allianz, die die Dresdner Bank 2001 übernommen hatte, um einen Allfinanzkonzern zu schaffen, war bereit, ihre Tochter wieder abzugeben. Bereits Mitte des Jahres galt ein Zusammenschluss von Commerzbank und Dresdner Bank als wahrscheinlich.
Nach monatelangen Verhandlungen gab die Commerzbank am 31. August 2008 die Übernahme der Dresdner Bank bekannt. Es handelte sich um den größten Zusammenschluss zweier Kreditinstitute in Deutschland und einen Meilenstein der Neuordnung des deutschen Finanzsektors. Die Allianz bezifferte den Kaufpreis auf rund 9,8 Milliarden Euro, wobei das Unternehmen Verlustrisiken in Höhe von bis zu 975 Millionen Euro übernahm. Im ersten Schritt sollte die Commerzbank zunächst rund 60 % der Dresdner Bank erwerben. Der Kaufpreis sollte teils bar, teils in neu emittierten Commerzbank-Aktien und teils durch Übertrag der Commerzbank-Fondstochter Cominvest beglichen werden. Ziel war eine Beteiligungsquote der Allianz an der Commerzbank von knapp 30 Prozent.

#### Finanzkrise und Nachverhandlungen
Zwei Wochen nach der Übernahmeankündigung verweigerten in der US-Immobilienkrise und Subprime-Markt-Krise die US-Notenbank und die amerikanische Regierung die Unterstützung der amerikanischen Investmentbank Lehman Brothers. Dies führte zur Insolvenz von Lehman und in der Folge zu einer globalen Wirtschafts- und Finanzkrise; die Märkte befanden sich in einer „Schockstarre“.
Bei Nachverhandlungen Ende November 2008 senkte die Allianz daher den Übernahmepreis auf 5,5 Milliarden Euro. Zudem wurde die Übernahme vom zweiten Halbjahr 2009 auf Januar 2009 vorverlegt. Der günstigere Kaufpreis ergab sich, weil der Anteil der Allianz an der neuen Commerzbank durch den Erwerb einer bestimmten Anzahl von Aktien und nicht durch einen absoluten Gesamtpreis festgelegt war. Wegen des inzwischen stark gesunkenen Kurses der Commerzbank-Aktien reduzierte sich auch der Kaufwert.
Bei Analysten und Investoren stieß die Fusion von Commerzbank und Dresdner Bank nach Ausbruch der globalen Wirtschafts- und Finanzkrise mehr und mehr auf Kritik. Denn die Transaktion belastete erheblich die Kurse aller beteiligten Unternehmen. Wegen der Ende 2008 offensichtlich gewordenen höheren Kreditrisiken der Dresdner Bank musste die Commerzbank den staatlichen Sonderfonds Finanzmarktstabilisierung (SoFFin) in Anspruch nehmen. Nachdem sich die Bundesregierung und die Europäische Kommission über die Details der Hilfen geeinigt hatten, erhielt die Commerzbank eine stille Beteiligung in Höhe von 8,2 Milliarden Euro. Die Commerzbank betonte, die Beteiligung des SoFFin sei durch die Abwertung der Banken erforderlich geworden und nicht durch die Übernahme der Dresdner Bank an sich. Zum Jahreswechsel 2008/2009 musste die Bank um weitere Staatshilfen bitten. Daraufhin erwarb die Bundesrepublik Deutschland 25 % der Commerzbank plus eine Aktie. Die stille Beteiligung des SoFFin erhöhte sich im Folgenden auf rund 16,4 Milliarden Euro.

#### Integration in 1000 Tagen

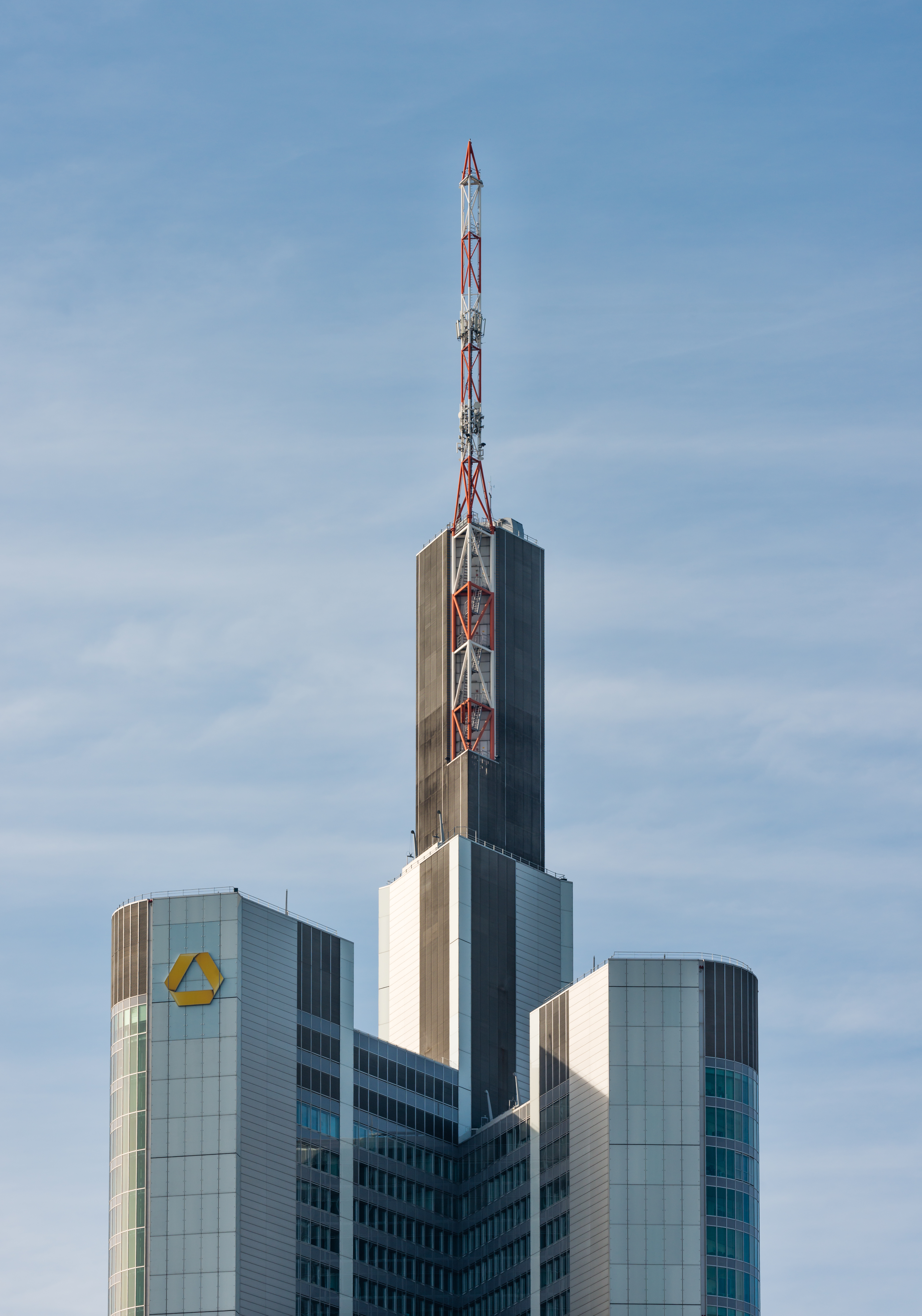
Der Commerzbank-Tower mit neuem Logo.

Seit dem 12. Januar 2009 firmiert die Commerzbank als alleiniger Eigentümer der Dresdner Bank und hält 100 Prozent der Aktien. Die Verschmelzung der Dresdner Bank auf die Commerzbank wurde am 11. Mai 2009 in das Handelsregister eingetragen. Die Dresdner Bank hörte nach 139 Jahren auf zu bestehen. Nachdem sie bereits mit Ankündigung der Übergabe einen Verzicht auf betriebsbedingte Kündigungen ausgesprochen hatte, schloss sie im März 2009 mit den Arbeitnehmergremien einen Interessenausgleich und einen Sozialplan, der den Abbau von rund 9000 Stellen sowie die Einigung über eine neue Organisationsstruktur für die Zentrale beinhaltete.
Die Marke Dresdner Bank wurde schrittweise aufgegeben, wobei die neue Commerzbank einzelne Elemente der Dresdner Bank übernahm. Am 28. Oktober 2009 stellte die Commerzbank das neue Firmenlogo vor. Es ähnelt dem Logo der Dresdner Bank, dem nach Jürgen Ponto benannten Ponto-Auge, ist jedoch gelb eingefärbt und hat einen leicht dreidimensionalen Effekt. Mitte 2010 wurden alle Dresdner-Bank-Filialen in Commerzbank-Standorte umfirmiert. Von den ehemals 1540 Standorten schloss man 300 Standorte, wo die Commerzbank- und Dresdner-Bank-Filialen in unmittelbarer Nachbarschaft lagen. Bis heute gibt es aus markenschutzrechtlichen Gründen jedoch noch eine Dresdner-Bank-Filiale in Dresden.
Die Dresdner Bank besaß eine umfangreiche Kunstsammlung. In der Öffentlichkeit Aufsehen erregte die Commerzbank, als sie daraus das Meisterwerk L’Homme qui marche I von Alberto Giacometti verkaufte. Für die Skulptur erzielte sie knapp über 65 Millionen £ und spendete den Erlös an deutsche Museen und eine konzerneigene Stiftung. Auch die restliche Sammlung überließ sie in Teilen verschiedenen deutschen Museen.

#### Roadmap 2012
Als Lehre aus der Finanzmarkt- und Wirtschaftskrise sowie der Integration der Dresdner Bank stellte sich die Commerzbank neu auf. Mit der „Roadmap 2012“ wollte die Commerzbank ihr Privat- und Geschäftskundengeschäft in Deutschland weiter stärken. Der Fokus sollte nun auf einer profitablen Kundenbank liegen, während man sich von anderen Aktivitäten, die nicht zum Kerngeschäft gehörten, trennte.
Zu diesem Zweck bildete die Commerzbank Ende März 2009 eine interne Bad Bank, in die sie toxische bzw. nicht strategische Wertpapiere der Commerzbank, vor allem aus den Bereichen gewerbliche Immobilien- und Schiffsfinanzierung, in Höhe von rund 55 Milliarden Euro auslagerte. Dies betraf auch die Eurohypo. Dieses Volumen wurde bis zum 30. September 2011 auf 12,0 Milliarden Euro reduziert. 2012 entschied man sich letztendlich dafür, alle Aktivitäten der gewerblichen Immobilienfinanzierung und der Schiffsfinanzierung komplett abzubauen und die Eurohypo abzuwickeln. Sie firmierte vom 31. August 2012 bis zu ihrer Auflösung im Mai 2016 unter dem Namen Hypothekenbank Frankfurt. Die griechische Schuldenkrise belastete die Rentabilität der Commerzbank vor allem in den Jahren 2010 bis 2012 unerwartet stark. Nachdem sich die Schieflage einzelner Staaten auf weitere Märkte auswirkte, kündigte die Commerzbank einen radikalen Sparkurs an und stellte die Vergabe neuer Kredite mit Ausnahme von Deutschland und Polen temporär ein.

#### Rückführung der stillen Einlagen des SoFFin
Am 27. Mai 2011 hatte die Bank die Integration der Dresdner Bank nach 1.000 Tagen abgeschlossen. Ab April 2011 begann sie, die stillen Einlagen des SoFFin zurückzuzahlen. Dies finanzierte sie unter anderem mit einer der größten Kapitalerhöhungen der deutschen Geschichte: Das Volumen von rund 14 Milliarden Euro setzte sich aus elf Milliarden Euro aus der Kapitalerhöhung und drei Milliarden aus Reserven des Kreditinstituts zusammen. Der SoFFin erhielt zudem eine Sonderzahlung von rund 1 Milliarde Euro aus dem Eigenkapital der Bank als Entschädigung für entgangene künftige Zinsen. Er beteiligte sich seinerseits an den Kapitalerhöhungen der Bank, um seinen Anteil von 25 % plus eine Aktie zu erhalten. Bei vielen Aktionären stieß der Schritt auf Kritik, wurde letztendlich aber von der Hauptversammlung genehmigt.
2013 überwies die Commerzbank die bis dahin verbliebenen 1,6 Milliarden Euro an den SoFFin sowie 750 Millionen Euro für die stillen Einlagen der Allianz SE. Hierzu führte die Bank eine Kapitalherabsetzung im Zuge einer Aktienzusammenlegung im Verhältnis 10:1 durch sowie eine anschließende Kapitalerhöhung mit Bezugsrecht über 2,5 Milliarden Euro. Im Zuge dieser Maßnahme sank der Aktienanteil des Bundes von 25 auf rund 17 % des Grundkapitals, wodurch der Bund seine Sperrminorität von 25 Prozent aufgab und dennoch größter Aktionär der Bank blieb ist. Damit hatte die Bank sämtliche stille Einlagen unerwartet früh an den Bund zurückgezahlt.

### Digitalisierung (Zeit seit 2013)
Das Jahrzehnt nach Übernahme und Integration der Dresdner Bank brachte für die Commerzbank tiefgreifende Veränderungen mit sich. Verursacht wurden sie durch die zunehmende Digitalisierung aller Bereiche des öffentlichen Lebens. Vor diesem Hintergrund kam es zu mehreren Trends, die sich überlagerten und verstärkten: Seit etwa 2012 sorgen Finanztechnologien (Fintechs) für technologische Innovationen im Bankgeschäft. Gleichzeitig boten die großen amerikanischen Internetkonzerne Bankdienstleistungen an und machten so den klassischen Banken Konkurrenz. Zudem stieg die Bedeutung mobiler Kommunikation deutlich an. 2018 verfügten in Deutschland über 80 % der Menschen über ein Smartphone. Das erhöhte auch die Erwartungen der Kunden an Produkte und Dienstleistungen von Banken und löste eine grundlegende Veränderung der Geschäftsabläufe in der Branche aus. Diesem technologischen Wandel begegnete die Commerzbank mit mehreren, aufeinander folgenden Strategieprogrammen.

#### Strategische Agenda
Die im November 2012 formulierte Strategische Agenda 2016 stand noch unter dem Eindruck der Weltfinanzkrise. Die Bank nahm für sich in Anspruch, aus den Fehlern der Vergangenheit gelernt zu haben. „Ein ‚Weiter so‘ kann es in der Bankenbranche nicht mehr geben. Das Vertrauen der Kunden zurückzugewinnen, wird die wichtigste Aufgabe aller Banken in den kommenden Jahren sein“, formulierte der Vorstandsvorsitzende Martin Blessing für die gesamte Branche. Die Commerzbank kündigte an, bis 2016 rund zwei Milliarden Euro in ihr Kerngeschäft zu investieren und eine moderne Multikanalbank für Privatkunden aufbauen zu wollen. Die Commerzbank baute im Filialgeschäft 1800 Stellen bis Ende 2015 ab. Die Bank erklärte eine hohe Kundenzufriedenheit als oberste Maxime ihrer Arbeit. In der Schweiz gründete sie 2013 und 2014 sechs Filialen für Geschäftskunden in Basel, Bern, Lausanne, Luzern, St. Gallen und Zürich. Ende 2021 wurden, mit Ausnahme des Büros in Zürich, die Schweizer Standorte wieder geschlossen.

#### Strategien 4.0 und 5.0
Im Mai 2016 trat der bisherige Privatkundenvorstand Martin Zielke als Vorstandsvorsitzender an und kündigte im September 2016 als Antwort auf die Herausforderung der Digitalisierung einen radikalen Konzernumbau an. Absicht war, die Bank zu einem digitalen Technologieunternehmen mit Fokus auf Privat- und Geschäftskunden umzubauen, das Investmentbanking einzuschränken und eine Automatisierung von 80 Prozent der bis dahin manuellen Geschäftsabläufe zu erreichen. Dies würde den Abbau von 9.600 Arbeitsplätzen bis Ende 2020 mit sich bringen. Im September 2019 stellte die Commerzbank unter dem Namen Commerzbank 5.0 eine Weiterentwicklung des bisherigen Programms vor, um die Digitalisierung zu beschleunigen. Zugleich kam es zu Einschnitten im Filialnetz, das die Bank um rund 20 Prozent auf 800 Filialen reduzierte, und einem Stellenabbau von rund 4300 Vollzeitarbeitsplätzen.

### Die Commerzbank seit 2020
Im Juli 2020 kündigten der Vorstandsvorsitzende Martin Zielke und der Aufsichtsratsvorsitzende Stefan Schmittmann ihren Rücktritt an. Zuvor hatte es Meinungsverschiedenheiten zwischen der Unternehmensleitung und Großaktionären um einen geplanten Konzernumbau gegeben. Im November 2020 erfolgte eine Verschmelzung mit der Comdirect Bank AG.
Im Januar 2021 kündigte der neue Vorstandsvorsitzende Manfred Knof an, insgesamt 10.000 Arbeitsplätze abzubauen und fast jede zweite der verbliebenen 790 Filialen in Deutschland zu schließen. Um die Eigenständigkeit der Commerzbank zu wahren und Risiken aus der Inflation und der Zinsentwicklung abzufedern, wurden die Kosten massiv gesenkt. Bis Anfang 2023 sollen rund 10.000 Vollzeitstellen abgebaut und etwa die Hälfte aller Filialen in Deutschland geschlossen werden.
Im Geschäftsjahr 2022 veröffentlichte die Bank das beste Ergebnis seit mehr als 10 Jahren und wurde 2023 wieder in den DAX aufgenommen. Seit 2018 erfolgte erstmals wieder eine Gewinnausschüttung. In deutschen Wirtschaftsmedien war von einer „Trendwende“ der Commerzbank nach der Finanzkrise die Rede. Seit November 2023 besitzt die Commerzbank eine Kryptoverwahrlizenz.
Im Mai 2024 wurde bekannt, dass russische Behörden Vermögenswerte der Commerzbank im Wert von 93,7 Millionen Euro beschlagnahmt haben.
Am 10. September 2024 beauftragte die Bundesregierung zwei US-Großbanken damit, per Auktion einen Teil ihrer beim Finanzmarktstabilisierungsfonds gehaltenen Commerzbank-Aktien zu verkaufen und ihren Anteil am Unternehmen von 16,5 % auf 12 % zu senken. Die Unicredit kaufte den Anteil von 4,5 % der Bundesregierung und noch weitere Aktien und besitzt nun insgesamt 9 % der Commerzbank. Kritisiert wurde im Nachgang, dass Vertreter der Bundesregierung im Vorfeld Kontakt mit der Unicredit aufnahmen und die Bank „überraschend schnell“ eine relativ große Beteiligung erwarb, mit dem Ziel der Übernahme der Commerzbank.

## Konzernstruktur
Die Commerzbank ist eine Aktiengesellschaft nach deutschem Recht. Ihr Gegenstand ist der „Betrieb von Bankgeschäften und Finanzdienstleistungen aller Art und von sonstigen Dienstleistungen und Geschäften, die damit zusammenhängen“. Dazu gehören auch Beteiligungen an anderen Unternehmen. Die Gesellschaft darf den Unternehmensgegenstand selbst oder in Zusammenarbeit mit Dritten verwirklichen. Sie ist zu allen Geschäften und Maßnahmen berechtigt, die geeignet sind, den Geschäftszweck zu fördern. Die Bekanntmachungen der Commerzbank erfolgen im Bundesanzeiger, sofern nicht in- oder ausländische Gesetze etwas anderes bestimmen.
Die Commerzbank wird von der Bundesanstalt für Finanzdienstleistungsaufsicht als CRR-Kreditinstitut geführt. Seit Einführung der Europäischen Bankenaufsicht wird sie von der Europäischen Zentralbank (EZB) überwacht. Die Commerzbank gehört nicht zu den global systemrelevanten Banken.

### Aktie und Anteilseigner
Das Grundkapital der Commerzbank ist eingeteilt in rund 1,25 Mrd. auf den Inhaber lautende Stückaktien mit dem Nennwert von einem Euro. Nach der Weltfinanzkrise 2007 erholte sich der Aktienkurs im Laufe des Jahres 2009 und stieg auf über 50 Euro, fiel dann jedoch in den Folgejahren und erreichte 2013 ein zwischenzeitliches Tief mit 5,79 Euro. Die letzte Kapitalerhöhung fand 2015 statt. Am 3. August 2016 kostete eine Aktie nur noch 5,20 Euro. Die Aktien werden an den deutschen Börsen sowie über Xetra gehandelt und sind im DAX gelistet.
Mit einer Beteiligung von über 15 % war die Bundesrepublik Deutschland über den Sonderfonds Finanzmarktstabilisierung (SoFFin) bis 2024 größter Einzelaktionär. Die übrigen rund 85 % gelten als Streubesitz.
Im September 2024 verkaufte die Bundesrepublik Deutschland über ihre Finanzagentur einen Anteil von 4,49 % für 13,20 Euro pro Aktie. Die italienische Großbank Unicredit, die in Deutschland bereits die HypoVereinsbank besitzt und bereits früher Aktien der Commerzbank am allgemeinen Markt gekauft hatte, erwarb als Meistbietende dieses Paket komplett und hielt seither einen Anteil von 9 % an der Commerzbank. Zugleich signalisierte sie Interesse an einer weiteren Erhöhung.
Der Bund – genauer die Bundesrepublik Deutschland – Finanzagentur GmbH, der seither noch einen Anteil von rund 12 % hält, hatte ursprünglich bekundet, auch diesen veräußern zu wollen. Nachdem Unicredit Interesse an einer Übernahme der Commerzbank äußerte, gab die Finanzagentur jedoch bekannt, man werde „bis auf Weiteres“ keine weiteren Aktien verkaufen. Am 23. September teilte Unicredit mit, dass sie über Finanzinstrumente weitere Anteile erworben habe und nun rund 21 % halte. Unicredit wurde damit größter Aktionär der Commerzbank. Man habe zudem bei den Aufsichtsorganen die Genehmigung beantragt, den Anteil noch weiter auf bis zu 29,9 % zu erhöhen. Bis zum 18. Dezember 2024 stockte UniCredit ihre Beteiligung auf rund 28 % auf. Etwa 9,5 % davon waren direkte Beteiligungen, über Finanzinstrumente hat sie sich die Option auf weitere 18,5 % gesichert, ohne weitere Stimmrechte zu erwerben. Eine Sperrminorität ergebe sich damit nicht. Zugleich mit der Aufstockung hat UniCredit das Inhaberkontrollverfahren beantragt. Dieses entschied die Europäische Zentralbank im März 2025 positiv, Unicredit dürfe seinen direkten Anteil bis auf 29,9 % aufstocken. Im April 2025 gab das Bundeskartellamt aus fusionsrechtlicher Sicht eine etwaige Aufstockung auf bis zu 29,99 % frei. Auch die US-Notenbank Federal Reserve gab dafür grünes Licht. Anschließend verdoppelte Unicredit bis Juli 2025 mittels Tausch eines Teils der von ihr gehaltenen Finanzinstrumente in Aktien ihre direkte Beteiligung (und damit ihren Stimmrechteanteil) auf rund 20 % und wurde dadurch größte direkte Aktionärin der Commerzbank, vor dem Bund mit 12 %. Die restlichen rund 9 %, auf die sie über die Finanzinstrumente Zugriff hat, will Unicredit „zu gegebener Zeit“ ebenfalls in Aktien umwandeln. Würde die Schwelle von 30 % der Stimmrechte erreicht, somit nach Definition des Wertpapiererwerbs- und Übernahmegesetzes die Kontrolle über die Commerzbank erlangt, wäre UniCredit verpflichtet, deren Aktionären ein Übernahmeangebot zu unterbreiten.

### Rechtliches
Laut Satzung besteht der Vorstand der Commerzbank aus mindestens zwei Mitgliedern. Der Aufsichtsrat der Commerzbank besteht aus 20 Personen. Die Satzung schreibt eine paritätische Besetzung aus Vertretern der Anteilseigner und Arbeitnehmer vor.

### Beteiligungen
In den Konzernabschluss werden alle Gesellschaften einbezogen, die von der Commerzbank direkt oder indirekt beherrscht werden. Wichtigste inländische Beteiligungen ist die hundertprozentige Tochtergesellschaft Commerz Real. Im Ausland gibt es sechs wesentliche Tochtergesellschaften, darunter die polnische Mbank. Die Neugelb Studios sind als hundertprozentige Tochtergesellschaft die Inhouse-Marketingagentur der Commerzbank, die 2016 gegründet wurde.

### Standorte
Der Hauptsitz ist in Frankfurt am Main und verteilt sich größtenteils auf die Standorte Commerzbank Tower (unter anderem Sitz des Vorstands) in der Innenstadt, Hochhaus Gallileo im Bahnhofsviertel und Mainzer Landstraße. Das 2001 eröffnete Dienstleistungszentrum (unter anderem Informationstechnik) liegt außerhalb der Stadtmitte an der Mainzer Landstraße und ist mit über 4.000 Arbeitsplätzen der größte Standort. Es beheimatet den größten Händlersaal Europas, der rund 500 Personen Platz bietet.

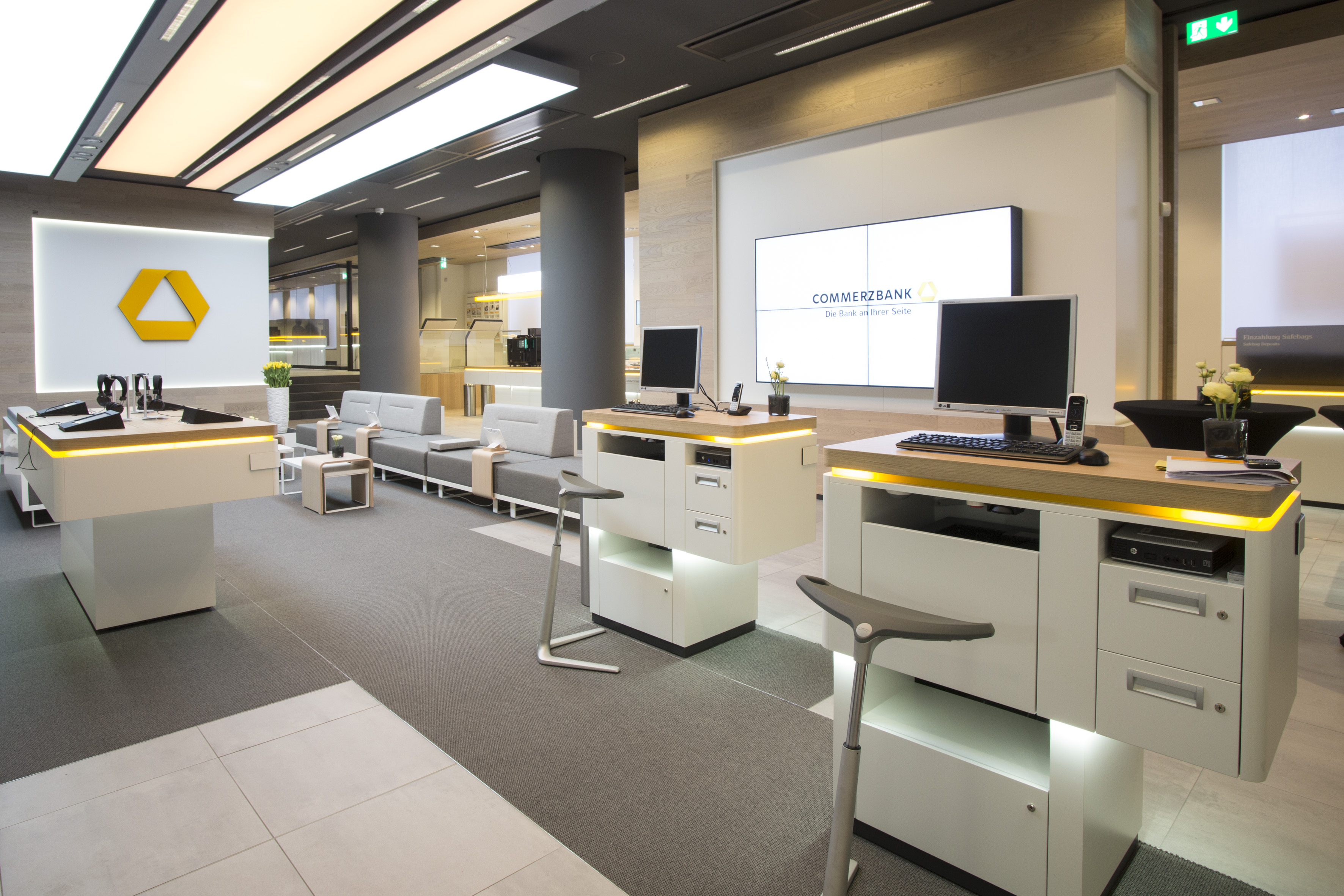
„Flagship“-Filiale in Stuttgart 2014

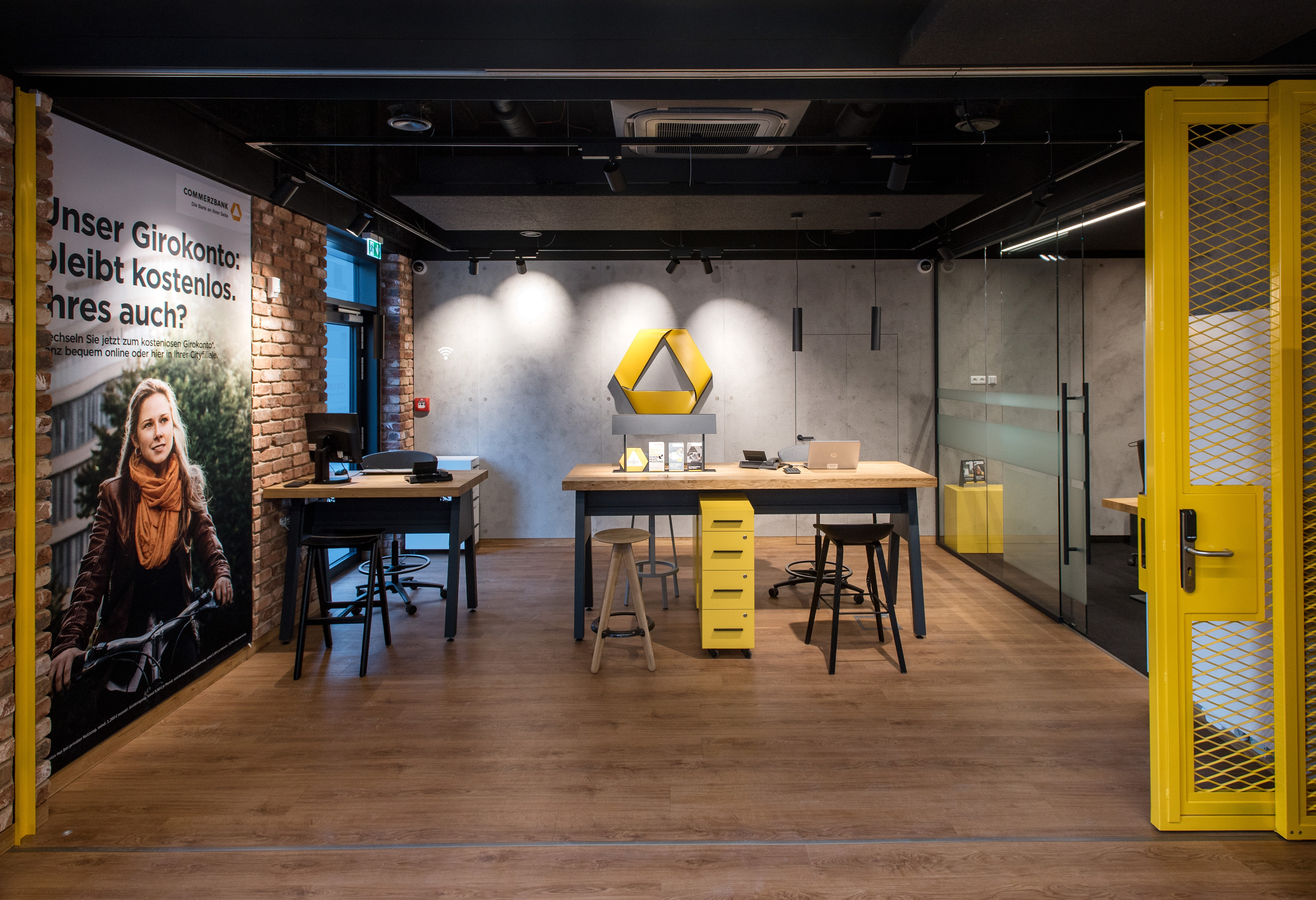
„City“-Filiale in Frankfurt 2016

Mit 790 Filialen betreibt die Commerzbank ein deutschlandweites Filialnetz, bestehend aus großen Flagship- und kleinen City-Filialen. Die Anzahl der Filialen in Deutschland soll auf rund 450 reduziert werden. Die sogenannten „Flagship“-Filialen befinden sich vor allem in größeren Städten, um ein vollständiges Beratungsangebot zu bieten. In den deutlich kleineren sogenannten „City“-Filialen stehen persönlicher Kontakt und die Beratung zu Basisprodukten im Mittelpunkt. Außerhalb Deutschlands verfügt die Commerzbank über Standorte in rund 50 Ländern. Damit ist sie in allen wichtigen Industrie- und Schwellenländern aktiv. Es gibt 23 Zweigstellen im Ausland, dazu kommen Repräsentanzen und Tochterunternehmen.

## Kunden
Die Commerzbank betreut rund 8,3 Millionen Kunden. Die Tochtergesellschaft Mbank S.A. betreut in Polen, Tschechien und Slowakei zusätzlich rund 5,6 Millionen Kunden. Die Commerzbank betreute 2019 rund 160.000 vermögende Kunden. 2016 bis 2019 gewann die Commerzbank rund 1,3 Millionen Privatkunden hinzu. Sie unterhält ein weltweites Kundennetzwerk von 2.500 Korrespondenzbanken. Die Commerzbank wickelt rund 30 Prozent der Außenhandelsfinanzierung Deutschlands ab.

## Marketing und Sponsoring
Im Zuge der Finanzkrise und durch die Teilverstaatlichung hatte die Bank in der Öffentlichkeit an Vertrauen verloren. Ende 2012 startete die Bank eine Werbekampagne, in der sie offen zu Fehlern der Vergangenheit stand und sich als fairen und kompetenten Finanzdienstleister in Szene setzen wollte. Andere Banken kritisierten diesen Weg scharf.

### Unternehmenslogo
Die ersten Logos der Bank bestanden aus den Kürzeln CDB für Commerz- und Disconto-Bank (vor 1920) und CPB für Commerz- und Privat-Bank (1920 bis 1940). Die Buchstaben wurden miteinander verflochten und häufig von einem Kreis umschlossen, auf dem die Firma der Bank stand. Zu Beginn des 20. Jahrhunderts wurden rot-schwarze CPB-Embleme auf Siegelmarken benutzt, um Briefumschläge sicher zu verschließen, die ab den 1920er-Jahren in den Unternehmensauftritt allgemein einflossen.
Nachdem 1940 die neue Firma Commerzbank Aktiengesellschaft angenommen worden ist, wurde als Logo ein „C“ mit seitlichen Merkurflügeln eingeführt, das bis in die 1970er-Jahre in Gebrauch war. So wurde die hanseatische Herkunft der Finanzierung des Handels betont.
Im Rahmen der Gründung der Europartner-Gruppe führte die Commerzbank 1972 das dynamische „Quatre Vents“-Logo ein (französisch für „vier Winde“), welches aus vier Winkeln mit abgerundeten Ecken, die halbrund nach innen auf einen Kreis ausgerichtet sind, besteht und einer stilisierten Windrose nachempfunden ist.
Am 28. Oktober 2009 stellte die Commerzbank ihr neues „fusioniertes“ Logo vor, bestehend aus den Unternehmensfarben Gelb und Grau sowie dem leicht retuschierten Logo „Ponto-Auge“ der Dresdner Bank.

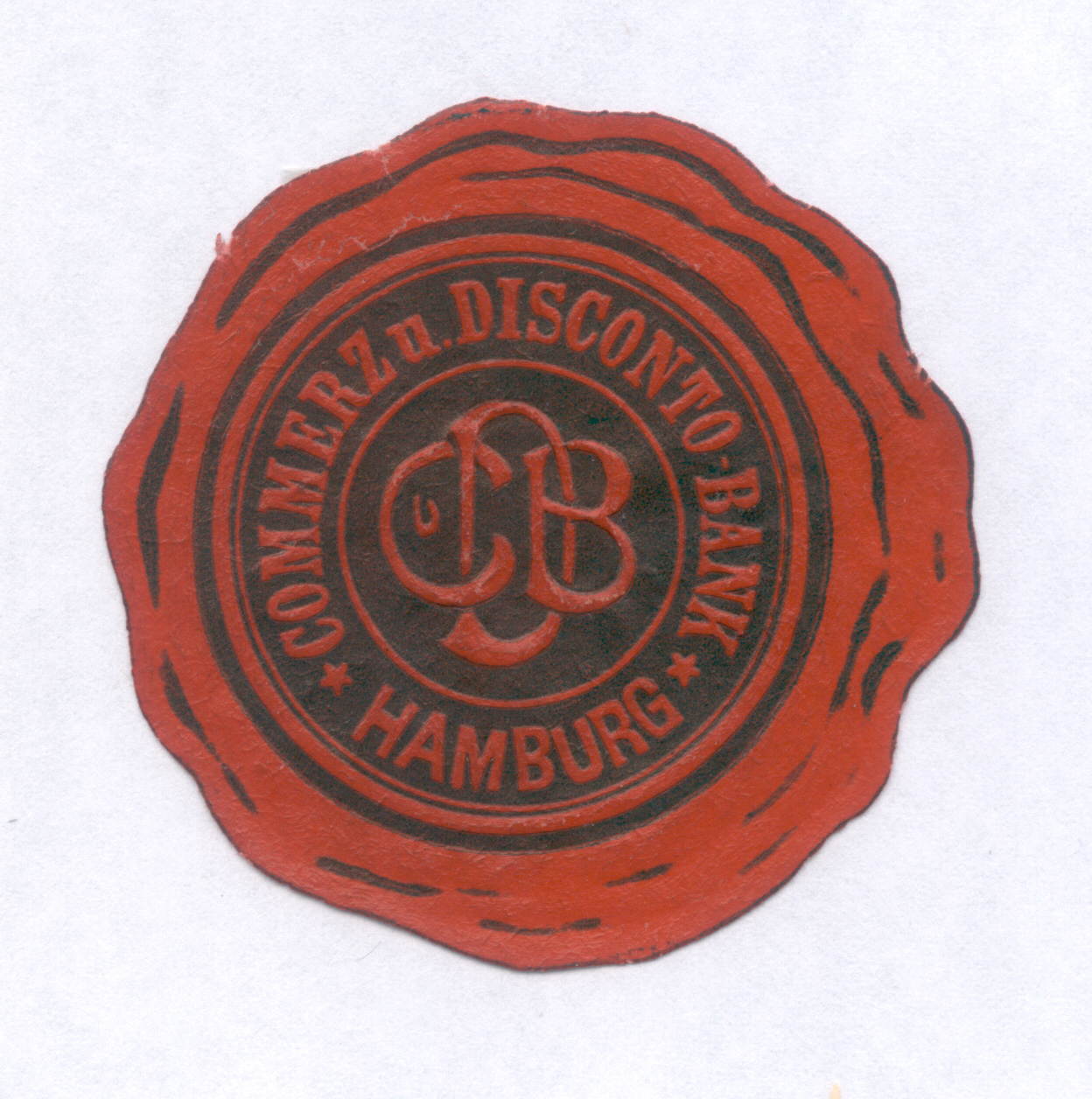
Logo bis 1920 und Siegel
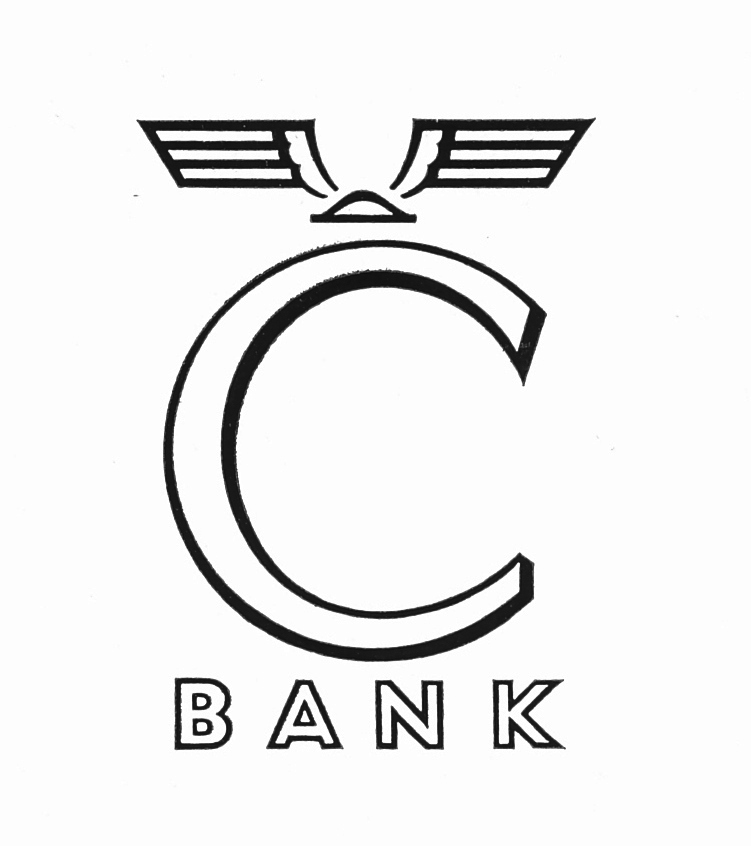
Logo 1958–1971
Logo 1972–2009
Logo seit 2009

### Fußball

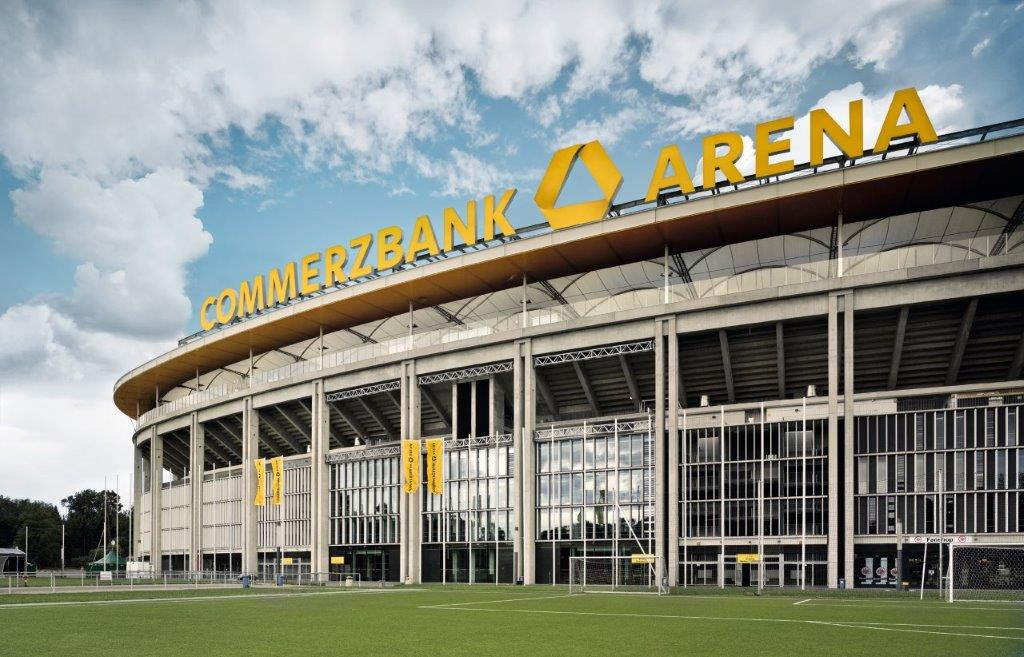
Commerzbank-Arena (2005–2020)

Die Commerzbank ist seit 2008 Partner des Deutschen Fußball-Bunds. Sie engagiert sich im Frauenfußball, der Nachwuchsförderung und im Breiten- und Leistungssport und ist Hauptsponsor des Projekts Girls Wanted. Die Commerzbank führt das 1986 von der Dresdner Bank initiierte Grüne Band für vorbildliche Talentförderung im Verein fort. Von 2005 bis 2016 war sie Hauptsponsor des 1. FFC Frankfurt. Von 2002 bis 2020 war die Commerzbank Sponsor von Eintracht Frankfurt und hielt vom 1. Juli 2005 bis zum 30. Juni 2020 die Namensrechte am heutigen Deutsche Bank Park.

## Klima und Umwelt

### Nachhaltige Finanzierung
In den 1980er-Jahren begann die Commerzbank, Projekte im Bereich erneuerbarer Energien zu finanzieren und schuf dafür 2003 ein Kompetenzzentrum in Hamburg. Daneben begibt die Commerzbank nachhaltige Anleihen, sogenannte Green Bonds, 2018 mit einem Volumen von rund 11 Milliarden Euro. Im Oktober 2018 legte sie ihren eigenen Green Bond mit einem Emissionsvolumen von 500 Millionen Euro auf.

### Innerbetriebliches Umweltmanagement
Die Anstrengungen der Commerzbank für eine nachhaltige Unternehmensführung haben zur Aufnahme in eine Reihe von Nachhaltigkeitsindizes geführt. 2019 wurde die Commerzbank im „Global 100 Most Sustainable Corporations in the World Index“ (G100) von Corporate Knights gelistet und belegte Platz 67. Bis November 2019 wurden knapp 60 Hektar Wald durch neu eingerichtete elektronische Postfächer im Online Banking aufgeforstet. Ihren Strom bezieht die Commerzbank in Deutschland seit 2013 ausschließlich aus erneuerbaren Energiequellen. 2013 wurde die Commerzbank auch erstmals unter den Top 20 im Bloomberg-Ranking der „World’s Green Banks“ gelistet. 2014 war die Commerzbank eines der ersten deutschen Großunternehmen, das ihren Mitarbeitern ermöglichte Fahrräder, Pedelecs oder andere E-Bikes im Rahmen eines Leasingmodells zu nutzen.

## Mitgliedschaften
Die Commerzbank ist Mitglied im Bundesverband deutscher Banken, im Arbeitgeberverband des privaten Bankengewerbes, im Geldautomatenverbund Cash Group. Sie ist Gründungsmitglied des German Competence Centre against Cyber Crime (G4C).

## Kritik, Kontroversen und Ermittlungen

### Beihilfe zum Steuerbetrug
Im Februar 2015 durchsuchten Steuerfahndung und Staatsanwaltschaft die Zentrale der Commerzbank wegen des Verdachts auf Beihilfe zum Steuerbetrug durch die Luxemburger Tochter Commerzbank International im Zusammenhang mit dem panamaischen Briefkastenfirmen-Anbieter Mossack Fonseca. Die Bank soll ihren Kunden ermöglicht haben Steuerzahlungen zu vermeiden, durch Verlagerung von Vermögen in Überseegebiete. Das Amtsgericht Köln verpflichtete die Bank eine Strafe von 17,1 Millionen Euro zu zahlen. Das Gericht bestätigte die Säuberung von Schwarzgeldkonten und illegale Steuergeschäfte der Bank.
Im Juni 2020 berichtete die FAZ, die britische Finanzmarktaufsicht FCA habe der Commerzbank eine Strafe von 38 Millionen Pfund (42 Millionen Euro) für Mängel in der Anti-Geldwäsche-Geschäftspolitik auferlegt. „Der Commerzbank London waren diese Schwächen bewusst und sie hat es versäumt, vernünftige und effektive Schritte zu unternehmen, um die Mängel zu beheben“, schrieb die Behörde laut der Zeitung.

### Dividenden-Arbitrage zum Steuerbetrug
Am 2. Mai 2016 gab der Rechercheverbund aus Handelsblatt, Bayerischem Rundfunk, Washington Post und der US-amerikanischen Non-Profit-Stiftung ProPublica ihre Datenanalyse zur sogenannten Dividenden-Arbitrage bekannt. Mit Cum/Cum-Geschäften halfen Banken ihren Kunden, Kapitalertragssteuern in Millionenhöhe zu vermeiden. Besonders die Commerzbank soll dies in der Vergangenheit häufig praktiziert haben.

### Zusammenarbeit mit Rüstungsherstellern
2008 verabschiedete die Commerzbank eine unternehmensintern verbindliche Richtlinie zu Rüstungsgeschäften. Diese schließt u. a. die Finanzierung der Lieferung von Waffen und Rüstungsgütern in Konflikt- und Spannungsgebiete aus. Der Verein Facing Finance stellte 2016 in einer Studie fest, dass die Commerzbank ihre Richtlinie über Umwege selbst unterlaufe, indem sie Dienstleistungen für Mischkonzerne nicht ausschließe und etwa ThyssenKrupp, Krauss-Maffei Wegmann und Rheinmetall als Kunden habe, die Waffen in Spannungsgebiete lieferten.

### Zusammenarbeit mit staatlichen Unternehmen in Belarus
Im Rahmen der Proteste in Belarus 2020 und deren gewaltsame Niederschlagung erhielt die Commerzbank Briefe von Vertretern der belarussischen Diaspora in Deutschland, mit der Forderung, die Zusammenarbeit mit staatlichen Unternehmen in Belarus und der Regierung des Diktators Aljaksandr Lukaschenka zu beenden. Commerzbank reagierte erst, als eine Anfrage der Deutschen Welle eintraf. Sie erklärte, ihr Geschäft in Belarus würde die Absicherung und Finanzierung von deutschen und europäischen Exporten ins Land umfassen und sämtliche Geschäfte in diesem Bereich würden einer restriktiven Einzelfallprüfung unterzogen werden. Seit Februar 2021 erhielt die Commerzbank in sozialen Netzwerken Kommentare mit Inhalten wie „Stoppen Sie die Zusammenarbeit mit Diktator Lukaschenko!“ oder „Unterstützen Sie die Gewalt und Folter in Belarus nicht!“. Hintergrund dafür war eine Kreditvergabe der Commerzbank für die Lieferung von Gasturbinen des schwedischen Unternehmens Siemens Industrial Turbomachinery AB an das belarussische Staatsunternehmen Brestenergo. Über den Deal wurde die Öffentlichkeit nicht informiert, aber belarussische Aktivisten konnten herausfinden, wer für die finanziellen Mittel zur Verfügung stellte, was eine Welle an empörten und wütenden Kommentaren zur Folge hatte. Der Pressedienst des Unternehmens reagierte dahingehend, dass das besagte Energieprojekt der Modernisierung der Energieversorgung in Belarus und damit der Energiesicherheit der Bevölkerung dienen würde. Zudem würde die Commerzbank keine Geschäfte in Belarus selbst betreiben, sondern sich auf die Finanzierung deutscher Exporte in dieses Land fokussieren.

### Kreditvergabe an Kohleindustrie
Der Verein Urgewald kritisiert, dass die Commerzbank im hohen Umfang Kredite an Unternehmen der Kohleindustrie, u. a. Anglo American, vergibt. Zugleich werden die konzerninternen Richtlinien zur Einschränkung der Finanzierung von Kohleenergieunternehmen als nicht ausreichend erachtet. Untersuchungen des Vereins zufolge ist die Commerzbank die größte deutsche Kreditgeberin der globalen Kohleindustrie. Für den Zeitraum Oktober 2018 bis Oktober 2020 gelangte die Commerzbank im Ranking der 30 größten Kreditgeber der Kohleindustrie weltweit auf den 13. Platz als einziges deutsches Kreditinstitut. Bei der Ausgabe neuer Aktien und Anleihen an die globale Kohleindustrie liegt die Commerzbank mit 1,6 Mrd. US-Dollar (1,3 Mrd. Euro) deutschlandweit an zweiter Stelle. In diesem Kriterium steht die Deutsche Bank mit Investitionen von 4,8 Mrd. US-Dollar (3,9 Mrd. Euro) auf dem ersten Platz. Die Commerzbank ist mit Finanzierungen in Höhe von 2,7 Mrd. US-Dollar (2,3 Mrd. Euro) der größte internationale Geldgeber für das Bergbauunternehmen Anglo American. Die Minen des Konzerns befinden sich in Südafrika, Kolumbien und Australien, wo pro Jahr rund 37,8 Millionen Tonnen Kohle abgebaut werden. Das Unternehmen stand zuletzt wegen erheblicher Menschenrechtsverletzungen in Südafrika und Kolumbien in der Kritik (siehe El Cerrejón).

### Mangelnde Bekämpfung von Geldwäsche
2015 musste die Commerzbank eine Milliardenstrafe in den Vereinigten Staaten zahlen. Anlass waren unter anderem Mängel in der Bekämpfung von Geldwäsche, die im Zusammenhang mit dem Betrug um den japanischen Olympus-Konzern offenbart wurden.
Im Juni 2020 verhängte die britische Finanzmarktaufsicht FCA eine Strafe von 38 Millionen Pfund (42 Millionen Euro) gegen die Commerzbank. Grund waren erneut Mängel in der Bekämpfung von Geldwäsche. Nach Ansicht der Behörde habe es die Commerzbank versäumt, effektive Schritte zu unternehmen, um die Mängel zu beheben.

### Verspätete Ausfertigung von Jahressteuerbescheinigungen
Im November 2023 rügte die BaFin die Commerzbank öffentlich für die verspätete Bereitstellung von Jahressteuerbescheinigungen, zu deren Ausfertigung alle Banken mit Niederlassung in Deutschland nach § 45a Absatz 2 EStG verpflichtet sind. Kunden der Commerzbank mussten teils bis weit in die zweite Jahreshälfte auf die Bescheinigungen warten, die für eine ordnungsgemäße Steuererklärung benötigt werden. Mit der nicht nur ausnahmsweisen Ausfertigung von Jahressteuerbescheinigungen erst nach dem 30. Juni des folgenden Jahres habe die Commerzbank gegen die Pflicht aus § 63 Absatz 1 WpHG verstoßen, „ihre Wertpapierdienstleistungen und -nebendienstleistungen professionell im bestmöglichen Kundeninteresse [zu] erbringen“. Die BaFin ordnete gegenüber der Commerzbank neben dem zeitnahen Versand noch ausstehender Bescheinigungen auch die Einführung „angemessene[r] organisatorische Maßnahmen und Verfahren“ zur Sicherstellung des Versands vor dem 30. Juni an.

## Vorstandsvorsitzende bzw. -sprecher nach 1945
Sprecher des Vorstands:
- 1952 bis 1958 Fritz Höfermann (Bankverein Westdeutschland AG, Düsseldorf), Wilhelm Nuber (Commerz- und Credit-Bank AG, Frankfurt am Main), Robert Gebhardt (Commerz- und Disconto-Bank AG, Hamburg)
- 1958 bis 1961 Hanns Deuß († 1976[235])
- 1961 bis 1969 Will Marx (für Norddeutschland)
- 1961 bis 1973 Paul Lichtenberg (für Westdeutschland), Ernst Rieche (für Süddeutschland)
- 1973 bis 1976 Paul Lichtenberg (für Süd- und Westdeutschland)
- 1976 bis 1980 Robert Dhom
- 1981 Paul Lichtenberg[236]
- 1991 bis 2001 Martin Kohlhaussen
- 2001 bis 2008 Klaus-Peter Müller
- 2008 bis 2009 Martin Blessing

Vorsitzender des Vorstands:
- 1981 bis 1991 Walter Seipp
- 7. Mai 2009 bis 30. April 2016 Martin Blessing
- Mai 2016 bis Dezember 2020 Martin Zielke
- Januar 2021 bis September 2024 Manfred Knof
- seit September 2024 Bettina Orlopp